# Lista odcinków serialu Miasteczko South Park
Lista odcinków serialu Miasteczko South Park, stworzonego przez Treya Parkera i Matta Stone’a i emitowanego przez Comedy Central od 1997 roku. Na dzień 24 maja 2024 r. wyemitowano 328 odcinków South Park (321 zwykłych odcinków oraz 7 specjalnych trwających około 50 minut, stworzonych dla Paramount) kończąc dwudziesty szósty sezon oraz kilkanaście krótkometrażowych okolicznościowych filmów. W Polsce serie od 1. do 15. premierowo emitowane były na antenie Canal+, zaś kolejne na Comedy Central.
5 sierpnia 2021 twórcy podpisali opiewającą na 900 mln dolarów umowę, na mocy której serial został przedłużony do 2027 roku, a Parker i Stone stworzą zaś serie do trzydziestej włącznie oraz czternaście filmów na wyłączność dla platformy Paramount+. Ponieważ filmy osadzone są w tym samym uniwersum, kontynuują wydarzenia z serialu oraz oznaczone są kodami produkcyjnymi odcinków, na liście zostały wymienione jako odcinki.
Pięć odcinków – Super Najlepsi Przyjaciele, dwie części Wojen kreskówkowych oraz odcinki 200. i 201. – zostało zakazanych przez Comedy Central ze względu na rzekome przedstawienie w nich Mahometa. Chociaż pierwotnie wyemitowano je w telewizji, były dostępne w wydaniach DVD i Blu-ray i (z wyjątkiem 200. i 201.) udzielano licencji na emitowanie ich w innych krajach, obecnie nie są dostępne w żadnej usłudze VOD, a Comedy Central zakazuje emitowania ich w ramach powtórek.

## Przegląd serii
| Seria       | Seria | Odcinki           | Premierowa emisja | Premierowa emisja | Premierowa emisja   | Premierowa emisja    | Premierowa emisja    | Premierowa emisja           |
| Seria       | Seria | Odcinki           | Premiera serii    | Finał serii       | Stacja              | Premiera serii       | Finał serii          | Stacja                      |
| ----------- | ----- | ----------------- | ----------------- | ----------------- | ------------------- | -------------------- | -------------------- | --------------------------- |
|             | 1     | 1–13 (13)         | 13 sierpnia 1997  | 25 lutego 1998    | Comedy Central      | 3 marca 1999         | 26 maja 1999         | Canal+                      |
|             | 2     | 14–31 (18)        | 1 kwietnia 1998   | 20 stycznia 1999  | Comedy Central      | 2 czerwca 1999       | 29 września 1999     | Canal+                      |
|             | 3     | 32–48 (17)        | 7 kwietnia 1999   | 12 stycznia 2000  | Comedy Central      | 24 maja 2000         | 13 września 2000     | Canal+                      |
|             | 4     | 49–65 (17)        | 4 kwietnia 2000   | 20 grudnia 2000   | Comedy Central      | 3 stycznia 2001      | 25 kwietnia 2001     | Canal+                      |
|             | 5     | 66–79 (14)        | 20 czerwca 2001   | 12 grudnia 2001   | Comedy Central      | 19 lutego 2003       | 15 października 2003 | Canal+                      |
|             | 6     | 80–96 (17)        | 6 marca 2002      | 11 grudnia 2002   | Comedy Central      | 29 października 2003 | 30 czerwca 2004      | Canal+                      |
|             | 7     | 97–111 (15)       | 19 marca 2003     | 17 grudnia 2003   | Comedy Central      | 1 września 2004      | 16 marca 2005        | Canal+                      |
|             | 8     | 112–125 (14)      | 17 marca 2004     | 15 grudnia 2004   | Comedy Central      | 21 grudnia 2005      | 31 maja 2006         | Canal+                      |
|             | 9     | 126–139 (14)      | 9 marca 2005      | 7 grudnia 2005    | Comedy Central      | 6 września 2006      | 18 kwietnia 2007     | Canal+                      |
|             | 10    | 140–153 (14)      | 22 marca 2006     | 15 listopada 2006 | Comedy Central      | 5 września 2007      | 16 kwietnia 2008     | Canal+                      |
|             | 11    | 154–167 (14)      | 7 marca 2007      | 14 listopada 2007 | Comedy Central      | 21 maja 2008         | 20 sierpnia 2008     | Canal+                      |
|             | 12    | 168–181 (14)      | 12 marca 2008     | 19 listopada 2008 | Comedy Central      | 25 marca 2009        | 1 lipca 2009         | Canal+                      |
|             | 13    | 182–195 (14)      | 3 marca 2009      | 18 listopada 2009 | Comedy Central      | 3 marca 2010         | 9 czerwca 2010       | Canal+                      |
|             | 14    | 196–209 (14)      | 17 marca 2010     | 17 listopada 2010 | Comedy Central      | 3 listopada 2010     | 19 stycznia 2011     | Canal+                      |
|             | 15    | 210–223 (14)      | 27 kwietnia 2011  | 16 listopada 2011 | Comedy Central      | 14 grudnia 2011      | 14 marca 2012        | Canal+                      |
|             | 16    | 224–237 (14)      | 14 marca 2012     | 7 listopada 2012  | Comedy Central      | 19 kwietnia 2013     | 1 czerwca 2013       | Comedy Central              |
|             | 17    | 238–247 (10)      | 25 września 2013  | 11 grudnia 2013   | Comedy Central      | 7 lutego 2016        | 6 marca 2016         | Comedy Central              |
|             | 18    | 248–257 (10)      | 24 września 2014  | 10 grudnia 2014   | Comedy Central      | 28 września 2014     | 14 grudnia 2014      | Comedy Central              |
|             | 19    | 258–267 (10)      | 16 września 2015  | 9 grudnia 2015    | Comedy Central      | 17 września 2015     | 10 grudnia 2015      | Comedy Central              |
|             | 20    | 268–277 (10)      | 14 września 2016  | 7 grudnia 2016    | Comedy Central      | 15 września 2016     | 8 grudnia 2016       | Comedy Central              |
|             | 21    | 278–287 (10)      | 13 września 2017  | 6 grudnia 2017    | Comedy Central      | 14 października 2017 | 23 grudnia 2017      | Comedy Central              |
|             | 22    | 288–297 (10)      | 26 września 2018  | 12 grudnia 2018   | Comedy Central      | 22 grudnia 2018      | 13 stycznia 2019     | Comedy Central              |
|             | 23    | 298–307 (10)      | 25 września 2019  | 12 grudnia 2019   | Comedy Central      | 7 grudnia 2019       | 5 stycznia 2020      | Comedy Central              |
|             | 24    | 308–309 (2)       | 30 września 2020  | 10 marca 2021     | Comedy Central      | 30 października 2021 | 3 maja 2021          | Polsat Comedy Central Extra |
| 310–311 (2) | 24    | 25 listopada 2021 | 16 grudnia 2021   | Paramount+        | 7 października 2024 | 7 października 2024  | SkyShowtime          |                             |
|             | 25    | 312–317 (6)       | 2 lutego 2022     | 16 marca 2022     | Comedy Central      | 7 lutego 2022        | 21 marca 2022        | Comedy Central              |
| 318–319 (2) | 25    | 1 czerwca 2022    | 13 lipca 2022     | Paramount+        | 7 października 2024 | 7 października 2024  | SkyShowtime          |                             |
|             | 26    | 320–325 (6)       | 8 lutego 2023     | 29 marca 2023     | Comedy Central      | 15 lutego 2023       | 4 kwietnia 2023      | Comedy Central              |

## Lista odcinków

### Seria 1. (1997–1998)
| 1 | Cartman Gets an Anal Probe      | Sonda analna Cartmana                   | 13 sierpnia 1997     | 3 marca 1999     | 101 |
| Cartman śni o bliskim kontakcie trzeciego stopnia z kosmitami. Jego kumple są przekonani, że wydarzyło się to naprawdę, a Cartman padł ofiarą kosmicznej sondy analnej. Ike zostaje porwany przez kosmitów.                                                    |                                 |                                         |                      |                  |     |
| 2 | Weight Gain 4000                | Pakerator 4000                          | 20 sierpnia 1997     | 10 marca 1999    | 102 |
| Cartman wygrywa konkurs na najlepszy esej o ochronie środowiska. Nagrodę ma wręczyć Kathie Lee Gifford. |                                 |                                         |                      |                  |     |
| 3 | Volcano                         | Wulkan                                  | 27 sierpnia 1997     | 17 marca 1999    | 103 |
| Chłopcy wybierają się na polowanie z wujkiem Stana, Jimbem, i jego przyjacielem Nedem. Podczas wycieczki natrafiają na wulkan, który ma właśnie wybuchnąć. Pierwszy odcinek z udziałem Randy’ego, który w późniejszych sezonach jest jedną z głównych postaci. |                                 |                                         |                      |                  |     |
| 4 | Big Gay Al’s Big Gay Boat Ride  | Wielki gejowski rejs Wielkiego Geja Ala | 3 września 1997      | 24 marca 1999    | 104 |
| Stan odkrywa, że jego pies jest gejem. W tym odcinku poznajemy Wielkiego Geja Ala. |                                 |                                         |                      |                  |     |
| 5 | An Elephant Makes Love to a Pig | Słoń puka świnię                        | 10 września 1997     | 31 marca 1999    | 105 |
| Chłopcy próbują skrzyżować słonia ze świnią. Miasto zostaje zniszczone przez złego klona Stana. |                                 |                                         |                      |                  |     |
| 6 | Death                           | Śmierć                                  | 17 września 1997     | 7 kwietnia 1999  | 106 |
| Dziadek prosi Stana, aby pomógł mu się zabić. Wszyscy dorośli wyjeżdżają, żeby protestować przeciwko programowi Terrance i Phillip. |                                 |                                         |                      |                  |     |
| 7 | Pink Eye                        | Różowe oko                              | 29 października 1997 | 14 kwietnia 1999 | 107 |
| Stan, Kyle i Cartman muszą powstrzymać atak zombie podczas Halloween. |                                 |                                         |                      |                  |     |
| 8 | Starvin’ Marvin’                | Głodny Marvin                           | 19 listopada 1997    | 21 kwietnia 1999 | 109 |
| Chłopcy adoptują dziecko z Etiopii przysłane im przez Sally Struthers, Cartmana przez przypadek wysyłają do Etiopii, a South Park walczy z najazdem agresywnych, genetycznie modyfikowanych indyków.                                                           |                                 |                                         |                      |                  |     |
| 9 | Mr. Hankey the Christmas Poo    | Pan Hankey, świąteczna kupa             | 17 grudnia 1997      | 28 kwietnia 1999 | 110 |
| Kyle usiłuje przywrócić wszystkim ducha świąt Bożego Narodzenia. |                                 |                                         |                      |                  |     |
| 10 | Damien                          | Damien                                  | 4 lutego 1998        | 5 maja 1999      | 108 |
| Cartman obchodzi urodziny i żąda od każdego prezentu. W szkole pojawia się nowy uczeń – Damien. Przeprowadzona zostaje walka na ringu pomiędzy Szatanem a Jezusem o władzę na Ziemi. Pierwszy odcinek z udziałem tego typu postaci.                            |                                 |                                         |                      |                  |     |
| 11 | Tom’s Rhinoplasty               | Rhinoplastyka Toma                      | 11 lutego 1998       | 12 maja 1999     | 111 |
| Pan Garrison przechodzi operację plastyczną nosa; chłopcy zakochują się w nauczycielce zastępczej. |                                 |                                         |                      |                  |     |
| 12 | Mecha Striesand                 | Mecha-Streisand                         | 18 lutego 1998       | 19 maja 1999     | 112 |
| Chłopcy znajdują skamielinę należącą do Barbry Streisand, która zmienia ją w gigantycznego robota. |                                 |                                         |                      |                  |     |
| 13 | Cartman’s Mom is a Dirty Slut   | Mama Cartmana to tania zdzira           | 25 lutego 1998       | 26 maja 1999     | 113 |
| Cartman próbuje dowiedzieć się, kto jest jego ojcem. |                                 |                                         |                      |                  |     |

### Seria 2. (1998–1999)
| 14 | Terrance & Phillip in Not Without My Anus      | Terrance i Phillip w filmie „Tylko razem z moim odbytem” | 1 kwietnia 1998      | 2 czerwca 1999   | 201 |
| Terrance i Philip ratują Kanadę od dyktatury Saddama Husajna. |                                                |                                                          |                      |                  |     |
| 15 | Cartman’s Mom is Still a Dirty Slut            | Mama Cartmana wciąż jest tanią zdzirą                    | 22 kwietnia 1998     | 9 czerwca 1999   | 202 |
| Kontynuacja odcinka 1.13. Cartman dowiaduje się, kto jest jego ojcem. |                                                |                                                          |                      |                  |     |
| 16 | Chickenlover                                   | Kurczakojeb                                              | 20 maja 1998         | 16 czerwca 1999  | 203 |
| Oficer Barbrady uczy się czytać. |                                                |                                                          |                      |                  |     |
| 17 | Ike’s Wee Wee                                  | Siusiak Ike’a                                            | 27 maja 1998         | 23 czerwca 1999  | 204 |
| Chłopcy dowiadują się czym jest obrzezanie. Pan Mackey eksperymentuje z narkotykami. |                                                |                                                          |                      |                  |     |
| 18 | Conjoined Fetus Lady                           | Potwór syjamski                                          | 3 czerwca 1998       | 30 czerwca 1999  | 205 |
| Uczniowie ze szkoły w South Park grają w zbijaka, a następnie jadą na zawody stanowe i krajowe. Kyle odkrywa, co dolega pielęgniarce szkolnej. |                                                |                                                          |                      |                  |     |
| 19 | The Mexican Staring Frog of Southern Sri Lanka | Meksykańska gapiąca się żaba z południowej Sri Lanki     | 10 czerwca 1998      | 7 lipca 1999     | 206 |
| Wujek Jimbo i Ned prowadzą w telewizji program „Niewyjaśnione zagadki Jimbo”, w którym mówią o polowaniach. Program zyskuje na popularności, ale spada oglądalność programu „Jezus i kumple”. |                                                |                                                          |                      |                  |     |
| 20 | City on the Edge of Forever (Flashbacks)       | Miasteczko na skraju wieczności                          | 17 czerwca 1998      | 14 lipca 1999    | 207 |
| Po wypadnięciu z drogi autobus szkolny zawisa nad przepaścią. Chłopcy są blisko śmierci i wspominają całe swoje życie. |                                                |                                                          |                      |                  |     |
| 21 | Summer Sucks                                   | Lato ssie pałę                                           | 24 czerwca 1998      | 21 lipca 1999    | 208 |
| Rozpoczyna się lato. W mieście zostaje zabronione używanie petard. |                                                |                                                          |                      |                  |     |
| 22 | Chef’s Chocolate Salty Balls                   | Słone, czekoladowe kule Szefa                            | 19 sierpnia 1998     | 28 lipca 1999    | 209 |
| W South Parku odbywa się festiwal filmowy. |                                                |                                                          |                      |                  |     |
| 23 | Chickenpox                                     | Ospa wietrzna                                            | 26 sierpnia 1998     | 4 sierpnia 1999  | 210 |
| Matki chłopców chcą, żeby zarazili się oni ospą wietrzną. |                                                |                                                          |                      |                  |     |
| 24 | Roger Ebert Should Lay off the Fatty Foods     | Roger Ebert powinien odstawić tłuste żarcie              | 2 września 1998      | 11 sierpnia 1999 | 211 |
| Chłopcy jadą z klasą do planetarium. |                                                |                                                          |                      |                  |     |
| 25 | Clubhouses                                     | Klubiki                                                  | 23 września 1998     | 18 sierpnia 1999 | 212 |
| Chłopcy budują domek na drzewie; rodzice Stana rozwodzą się. |                                                |                                                          |                      |                  |     |
| 26 | Cow Days                                       | Święto krów                                              | 30 września 1998     | 25 sierpnia 1999 | 213 |
| W miasteczku odbywają się święta krów. Chłopcy za wszelką cenę próbują zdobyć pieniądze na udział w konkursie rzutów piłką do ust Jennifer Love Hewitt, w którym nagrodą są maskotki Terrance’a i Phillipa. W tym celu zmuszają Cartmana do udziału w rodeo, a ten dostaje urazu głowy i myśli, że jest wietnamską prostytutką. |                                                |                                                          |                      |                  |     |
| 27 | Chef Aid                                       | Na ratunek Szefowi                                       | 7 października 1998  | 1 września 1999  | 214 |
| Szef zostaje pozwany. Chłopcy organizują dla niego zbiórkę pieniędzy. |                                                |                                                          |                      |                  |     |
| 28 | Spookyfish                                     | Strachoza                                                | 28 października 1998 | 8 września 1999  | 215 |
| Stan dostaje rybę, która zaczyna zabijać ludzi. Jak się później dowiaduje, pochodzi ona ze złego równoległego świata. |                                                |                                                          |                      |                  |     |
| 29 | Merry Christmas Charlie Manson                 | Wesołych świąt, Charlie Mansonie                         | 9 grudnia 1998       | 15 września 1999 | 216 |
| Stan ucieka z domu i spędza święta z rodziną Cartmana w Nebrasce. W tym czasie wujek Cartmana wraz z Charlesem Mansonem uciekają z więzienia. |                                                |                                                          |                      |                  |     |
| 30 | Gnomes                                         | Gnomy                                                    | 16 grudnia 1998      | 22 września 1999 | 217 |
| Chłopcy i Tweek uczą się o kapitalizmie od porywających slipy gnomów. |                                                |                                                          |                      |                  |     |
| 31 | Prehistoric Ice Man                            | Prehistoryczny człowiek lodu                             | 20 stycznia 1999     | 29 września 1999 | 218 |
| Stan i Kyle odkrywają człowieka zamrożonego w lodzie od 1996 roku. |                                                |                                                          |                      |                  |     |

### Seria 3. (1999–2000)
| 32 | Rainforest Schmainforest           | Lasy deszczowe są wujowe             | 7 kwietnia 1999      | 24 maja 2000     | 301 |
| Chłopcy dołączają do chóru, żeby ratować las tropikalny. W oryginalnej wersji gościnny udział głosowy ma Jennifer Aniston.                                                                                       |                                    |                                      |                      |                  |     |
| 33 | Spontaneous Combustion             | Samozapłon                           | 14 kwietnia 1999     | 31 maja 2000     | 302 |
| Randy musi rozwiązać problem samozapłonów wśród mieszkańców. Chłopcy przedstawiają stacje drogi krzyżowej w kościele, a Cartmana przywiązują do krzyża.                                                          |                                    |                                      |                      |                  |     |
| 34 | The Succubus                       | Sukub                                | 21 kwietnia 1999     | 7 czerwca 2000   | 303 |
| Szef zaręcza się z piękną kobietą, która okazuje się być sukkubem. Cartman ma dużą wadę wzroku. |                                    |                                      |                      |                  |     |
| 35 | Jakovasaurs                        | Jakowazaur                           | 16 czerwca 1999      | 14 czerwca 2000  | 305 |
| Miasto próbuje ocalić gatunki przed wyginięciem. |                                    |                                      |                      |                  |     |
| 36 | Tweek vs. Craig                    | Tweek kontra Craig                   | 23 czerwca 1999      | 21 czerwca 2000  | 304 |
| Chłopcy szkolą Tweeka i Craiga do walki ze sobą. |                                    |                                      |                      |                  |     |
| 37 | Sexual Harassment Panda            | Niepedopanda                         | 7 lipca 1999         | 28 czerwca 2000  | 306 |
| Mężczyzna przebrany za pandę uczy chłopców w szkole o napastowaniu seksualnym i procesach sądowych. |                                    |                                      |                      |                  |     |
| 38 | Cat Orgy                           | Kocia orgia                          | 14 lipca 1999        | 5 lipca 2000     | 307 |
| Cartman szantażuje opiekunkę, z którą zostaje, gdy jego matka wychodzi na imprezę. |                                    |                                      |                      |                  |     |
| 39 | Two Guys Naked in a Hot Tub        | Dwóch golasów w jacuzzi              | 21 lipca 1999        | 12 lipca 2000    | 308 |
| Stan idzie z rodzicami na przyjęcie z okazji deszczu meteorów. Parodia "Aniołków Charliego". |                                    |                                      |                      |                  |     |
| 40 | Jewbilee                           | Żydoleusz                            | 28 lipca 1999        | 19 lipca 2000    | 309 |
| Kyle, Kenny i Ike biorą udział w żydowskim obozie skautów. Pierwsze pojawienie się Mojżesza w serialu. |                                    |                                      |                      |                  |     |
| 41 | Korn’s Groovy Pirate Ghost Mystery | Korn: Wypas zagadka pirackich duchów | 27 października 1999 | 9 sierpnia 2000  | 312 |
| Chłopcy chcą przestraszyć piątoklasistów. Pojawia się zespół Korn. Parodia Scooby’ego-Doo. |                                    |                                      |                      |                  |     |
| 42 | Chinpokomon                        | Chinpokomon                          | 3 listopada 1999     | 26 lipca 2000    | 310 |
| Chłopcy są zafascynowani chinpokomonami. Parodia Pokémonów. |                                    |                                      |                      |                  |     |
| 43 | Hooked on Monkey Phonics           | Małpia mnemofonotechnika             | 10 listopada 1999    | 16 sierpnia 2000 | 313 |
| Chłopcy poznają dzieci, które nie chodzą do szkoły, tylko uczą się w domu. |                                    |                                      |                      |                  |     |
| 44 | Starvin’ Marvin in Space           | Głodny Marvin w kosmosie             | 17 listopada 1999    | 2 sierpnia 2000  | 311 |
| W Etiopii ląduje statek kosmiczny z planety Marklar. Głodny Marvin i chłopcy podróżują po Ziemi i w kosmosie, mając na karku CIA, FBI i misjonarzy chrześcijańskich z CBN.                                       |                                    |                                      |                      |                  |     |
| 45 | The Red Badge of Gayness           | Gejowskie godło odwagi               | 24 listopada 1999    | 23 sierpnia 2000 | 314 |
| W mieście odgrywana jest bitwa z wojny secesyjnej. Po raz pierwszy pojawia się wiceprezydent Al Gore. Pojawia się również prezydent Bill Clinton.                                                                |                                    |                                      |                      |                  |     |
| 46 | Mr. Hankey’s Christmas Classics    | Świąteczne piosenki pana Hankeya     | 1 grudnia 1999       | 30 sierpnia 2000 | 315 |
| Pan Hankey prowadzi koncert świąteczny. |                                    |                                      |                      |                  |     |
| 47 | Are You There God? It’s Me, Jesus  | Jesteś tam, Boże? To ja, Jezus       | 29 grudnia 1999      | 6 września 2000  | 316 |
| Cartmanowi i Kenny'emu wydaje się, że dojrzewa. Stan czuje się przez to opuszczony, bo też chciałby już dojrzewać. Jezus organizuje sylwestra 1999/2000 w Las Vegas.                                             |                                    |                                      |                      |                  |     |
| 48 | World Wide Recorder Concert        | Światowy koncert fletowy             | 12 stycznia 2000     | 13 września 2000 | 317 |
| Uczniowie z South Park jadą na konkurs dziecięcych fletów w Arkansas. Pan Garrison po wielu latach spotyka się ze swoim ojcem, który mieszka w Arkansas. Chłopcy robią kawał na koncercie. Pojawia się Yoko Ono. |                                    |                                      |                      |                  |     |

### Seria 4. (2000)
| 49 | The Tooth Fairy Tats 2000             | Przekręt na wróżkę zębuszkę        | 5 kwietnia 2000   | 3 stycznia 2001  | 402 |
| Chłopcy dowiadują się, że zębowa wróżka jest postacią fikcyjną. Rozczarowanie szybko znika, gdy wpadają na pomysł, jak mogą na tym zarobić. |                                       |                                    |                   |                  |     |
| 50 | Cartman’s Silly Hate Crime 2000       | Durna zbrodnia nienawiści Cartmana | 12 kwietnia 2000  | 10 stycznia 2001 | 401 |
| Cartman trafia do więzienia za przestępstwo na tle rasowym. Tymczasem chłopcy zamierzają pokonać grupę dziewczyn w wyścigu saneczkowym. |                                       |                                    |                   |                  |     |
| 51 | Timmy 2000                            | Timmy 2000                         | 19 kwietnia 2000  | 17 stycznia 2001 | 404 |
| Timmy przyłącza się jako wokalista do zespołu "Władcy Podziemi". |                                       |                                    |                   |                  |     |
| 52 | Quintuplets 2000                      | Pięcioraczki                       | 26 kwietnia 2000  | 24 stycznia 2001 | 403 |
| Chłopcy oglądają pokaz cyrkowo-artystyczny. Nudzą się niemiłosiernie dopóki nie pojawiają się rumuńskie pięcioraczki. Rząd Rumunii próbuje sprowadzić je oraz ich babcię na rodzinną ziemię. Kenny jedzie do Rumunii ćwiczyć śpiew.                                     |                                       |                                    |                   |                  |     |
| 53 | Cartman Joins NAMBLA                  | Cartman wstępuje do NAMBL-i        | 21 czerwca 2000   | 31 stycznia 2001 | 406 |
| Cartman poszukując bardziej dojrzałych przyjaciół, trafia do Północnoamerykańskiego Związku Męsko-Chłopięcej Miłości. |                                       |                                    |                   |                  |     |
| 54 | Cherokee Hair Tampons                 | Czirokeskie tampony włosowe        | 28 czerwca 2000   | 7 lutego 2001    | 407 |
| Kyle potrzebuje przeszczep nerki, ale jego matka zaczyna leczyć go u miejscowej znachorki. Stan poszukuje dawcy. Okazuje się, że jedynym zgodnym dawcą jest Cartman. |                                       |                                    |                   |                  |     |
| 55 | Chef Goes Nanners                     | Krucjata Szefa                     | 5 lipca 2000      | 14 lutego 2001   | 408 |
| Szef protestuje przeciwko rasistowskiej fladze South Parku przedstawiającej afroamerykanina na szubienicy i kilku białych dookoła, domagając się jej zmiany. Tworzą się dwa obozy: zwolenników i przeciwników flagi.                                                    |                                       |                                    |                   |                  |     |
| 56 | Something You Can Do with Your Finger | Ostra palcówka                     | 12 lipca 2000     | 21 lutego 2001   | 409 |
| Chłopcy zakładają Boys band. |                                       |                                    |                   |                  |     |
| 57 | Do the Handicapped Go to Hell?        | Czy ułomni idą do piekła?          | 19 lipca 2000     | 28 lutego 2001   | 410 |
| Kazanie księdza wywołuje u wszystkich paniczny strach przed piekłem i nagłą falę spowiedzi. Dzieci przygotowują się do spowiedzi i pierwszej komunii. |                                       |                                    |                   |                  |     |
| 58 | Probably                              | Prawdopodobnie                     | 26 lipca 2000     | 7 marca 2001     | 411 |
| Dokończenie wątków z poprzedniego odcinka. Cartman zakłada własny kościół i buduje świątynię. Szatan ma dylemat, czy związać się z Chrisem, czy z Saddamem. |                                       |                                    |                   |                  |     |
| 59 | Fourth Grade                          | 4. klasa                           | 8 listopada 2000  | 14 marca 2001    | 412 |
| Chłopcy idą do czwartej klasy, ale wspomnienia z trzeciej powodują, że chcą cofnąć się w czasie i przeżyć je na nowo. Wózek Timmy’ego zostaje przerobiony na maszynę czasu. Odniesienia do filmu "Speed: Niebezpieczna prędkość" i "Star Treka".                        |                                       |                                    |                   |                  |     |
| 60 | Trapper Keeper                        | Organizator                        | 15 listopada 2000 | 21 marca 2001    | 413 |
| Cartman dostaje supernowoczesny inteligentny piórnik, który w roku 2035 ma zniszczyć Ziemię. Aby temu zapobiec, z przyszłości przybywa dziwny człowiek. Parodia filmu Terminator.                                                                                       |                                       |                                    |                   |                  |     |
| 61 | Helen Keller! The Musical             | „Helen Keller!”, wersja musicalowa | 22 listopada 2000 | 28 marca 2001    | 414 |
| Dzieciaki przygotowują przedstawienie z okazji Dnia Dziękczynienia. Ich największą ambicją jest pokonanie organizujących w tym samym czasie podobne przedstawienie przedszkolaków.                                                                                      |                                       |                                    |                   |                  |     |
| 62 | Pip                                   | Pip                                | 29 listopada 2000 | 4 kwietnia 2001  | 405 |
| Wyjaśniona zostaje historia Pipa i jego nienagannych manier. Odcinek przedstawiony w formacie bajki czytanej przez starszego pana. |                                       |                                    |                   |                  |     |
| 63 | Fat Camp                              | Obóz dla spaślaków                 | 6 grudnia 2000    | 11 kwietnia 2001 | 415 |
| Cartman zostaje odesłany na obóz dla otyłych dzieci. Kenny robi różne szalone i obrzydliwe rzeczy za pieniądze. |                                       |                                    |                   |                  |     |
| 64 | The Wacky Molestation Adventure       | Dziwaczny świat molestowania       | 13 grudnia 2000   | 18 kwietnia 2001 | 416 |
| Dzieciaki pozywają swoich rodziców do sądu o molestowanie. Wszyscy dorośli zostają osadzeni w więzieniu, dzieci zaś czynią z South Parku miasto widmo, do którego przybywa niczego niespodziewająca się para.                                                           |                                       |                                    |                   |                  |     |
| 65 | A Very Crappy Christmas               | Bardzo gówniane święta             | 20 grudnia 2000   | 25 kwietnia 2001 | 417 |
| Kyle czeka na pana Hanky’ego. Kiedy ten nie przychodzi, postanawia wraz z resztą paczki odnaleźć go w kanałach. Poznaje jego rodzinę. Mieszkańcy South Park nie chcą kupować prezentów na Boże Narodzenie, więc chłopcy tworzą animację, która ma ich do tego zachęcić. |                                       |                                    |                   |                  |     |

### Seria 5. (2001)
| 66 | It Hits the Fan                       | Gówno prawda                    | 20 czerwca 2001   | 19 lutego 2003       | 502 |
| Wszyscy ekscytują się, ponieważ w telewizji po raz pierwszy bez cenzury ma zostać wypowiedziane słowo „gówno”. |                                       |                                 |                   |                      |     |
| 67 | Cripple Fight                         | Bójka ułomnych                  | 27 czerwca 2001   | 5 marca 2003         | 503 |
| Chłopcy jadą na zebranie skautów prowadzone przez Wielkiego Geja Ala. Al zostaje wydalony ze zgrupowania za to, że jest gejem. Jego obowiązki przejmuje inny drużynowy. Tymczasem Timmy i Jimmy nie mogą się dogadać i obaj robią sobie na złość.                                                                                        |                                       |                                 |                   |                      |     |
| 68 | Super Best Friends                    | Super Najlepsi Przyjaciele      | 4 lipca 2001      | 19 marca 2003        | 504 |
| W South Parku pojawia się niejaki David Blaine – magik i wizjoner. Werbuje on mieszkańców do swojej sekty. Żeby go pokonać, Jezus wzywa na pomoc Buddę, Mahometa, Krysznę, Josepha Smitha, Laoziego, Seamana i Mojżesza. Jako Super Najlepsi Przyjaciele stawiają oni czoła Blaine’owi...                                                |                                       |                                 |                   |                      |     |
| 69 | Scott Tenorman Must Die               | Scott Tenorman musi umrzeć      | 11 lipca 2001     | 2 kwietnia 2003      | 501 |
| Scott Tenorman sprzedaje Cartmanowi swoje włosy łonowe, wmawiając mu, iż dzięki temu stanie się dorosły. Po uświadomieniu sobie, że Scott go oszukał, Eric postanawia się zemścić. |                                       |                                 |                   |                      |     |
| 70 | Terrance and Phillip: Behind the Blow | Terrance i Phillip: Za kulisami | 18 lipca 2001     | 16 kwietnia 2003     | 505 |
| Terrance i Phillip mają przyjechać do South Parku. Pokaz okazuje się niewypałem. Przedstawiona zostaje biografia komików. |                                       |                                 |                   |                      |     |
| 71 | Cartmanland                           | Cartmanlandia                   | 25 lipca 2001     | 30 kwietnia 2003     | 506 |
| Cartman dostaje w spadku milion dolarów. Postanawia wykupić lunapark tylko dla siebie. |                                       |                                 |                   |                      |     |
| 72 | Proper Condom Use                     | Właściwe użycie kondomu         | 1 sierpnia 2001   | 14 maja 2003         | 507 |
| Chłopcy uczęszczają na lekcje wychowania seksualnego w szkole. Po kilku lekcjach decydują się kupić prezerwatywy. Parodia "Mad Maksa". |                                       |                                 |                   |                      |     |
| 73 | Towelie                               | Ręcznik                         | 8 sierpnia 2001   | 28 maja 2003         | 508 |
| Chłopcy są zafascynowani nową konsolą do gier Grosfera i spędzają długie godziny grając na niej. Po powrocie ze szkoły w poniedziałek okazuje się, że ktoś ją ukradł. Próbują odzyskać skradzioną konsolę do gier. Spotykają gadający ręcznik uzależniony od marihuany i zostają wplątani w konflikt pomiędzy firmą Tynacorp a wojskiem. |                                       |                                 |                   |                      |     |
| 74 | Osama Bin Laden Has Farty Pants       | Osama bin Laden ma nasrane      | 7 listopada 2001  | 11 czerwca 2003      | 509 |
| Chłopcy wysyłają dzieciom z Afganistanu po dolarze, w zamian za co dostają od nich kozę. Nie wiedząc, co z nią zrobić, postanawiają odesłać ją z powrotem, ale jedynym środkiem transportu jest samolot wojskowy. Parodia "Strusia Pędziwiatra" i pierwszy odcinek po 11 września 2001.                                                  |                                       |                                 |                   |                      |     |
| 75 | How to Eat with Your Butt             | Jak żreć dupą                   | 14 listopada 2001 | 25 czerwca 2003      | 510 |
| Żart Kenny’ego podczas robienia szkolnych zdjęć doprowadza do pojawienia się w South Parku ludzi mających zamiast twarzy pośladki i poszukujących swojego zaginionego synka. Cartman traci zdolność śmiania się. |                                       |                                 |                   |                      |     |
| 76 | The Entity                            | Istota rzeczy                   | 21 listopada 2001 | 3 września 2003      | 511 |
| Kyle’a odwiedza kuzyn Kyle. Pan Garrison konstruuje środek lokomocji, który ma stanowić konkurencję dla linii lotniczych. Pojawiają się znani biznesmeni tacy jak: Steve Forbes, Steve Jobs, Donald Trump, Bill Gates, Yasmine Bleeth.                                                                                                   |                                       |                                 |                   |                      |     |
| 77 | Here Comes the Neighborhood           | Segregacja kasiorowa            | 28 listopada 2001 | 17 września 2003     | 512 |
| Token czuje się osamotniony, bo wszyscy naśmiewają się z tego, że jest bogaty. Postanawia więc zachęcić do osiedlenia się w South Parku znane i bogate osobistości takie jak: Will Smith, Kobe Bryant, Snoop Dogg. Parodia "Opowieści z Narnii: Lew, czarownica i stara szafa".                                                          |                                       |                                 |                   |                      |     |
| 78 | Kenny Dies                            | Śmierć Kenny’ego                | 5 grudnia 2001    | 1 października 2003  | 513 |
| Kenny jest śmiertelnie chory i leży w szpitalu. Cartman zbiera ludzkie płody i chce je sprzedać. Odcinek poświęcony jest komórkom macierzystym. |                                       |                                 |                   |                      |     |
| 79 | Butters’ Very Own Episode             | Odcinek Buttersa                | 12 grudnia 2001   | 15 października 2003 | 514 |
| Odcinek w pełni poświęcony Buttersowi, jednemu z mniej rozgarniętych dzieciaków. Pojawia się senator Gary Condit i O.J. Simpson. Parodia "Predatora". |                                       |                                 |                   |                      |     |

### Seria 6. (2002)
| 80 | Jared Has Aides                                       | Jared ma HIW                                | 6 marca 2002      | 29 października 2003 | 602 |
| Do South Parku przyjeżdża Jared Fogle, który twierdzi, że schudł dzięki kanapkom z Subwaya. Okazuje się, że zgubienie wagi zawdzięcza swoim pomocnikom, którzy opracowali dla niego HIW – harmonogram indywidualnych wytycznych. Ludzie zaczynają myśleć, że schudł dzięki temu, że ma HIV. W międzyczasie chłopcy chcą zarobić na wypromowaniu City Wok – lokalnego fastfoodu. |                                                       |                                             |                   |                      |     |
| 81 | Asspen                                                | Gówno, nie Aspen                            | 13 marca 2002     | 12 listopada 2003    | 603 |
| Rodziny Stana, Kyle’a, Buttersa i Cartmana wyruszają na niewiarygodnie tanią wycieczkę do Aspen. Stan przyjmuje wyzwanie wyścigu narciarskiego, chociaż nie potrafi jeździć na nartach. |                                                       |                                             |                   |                      |     |
| 82 | Freak Strike                                          | Strajk cudaków                              | 20 marca 2002     | 26 listopada 2003    | 601 |
| Chłopcy oglądają program o wybrykach natury. Dowiedziawszy się o nagrodzie za występ w nim, postanawiają ucharakteryzować Buttersa na chłopca z moszną na brodzie. |                                                       |                                             |                   |                      |     |
| 83 | Fun with Veal                                         | Cielęca zabawa                              | 27 marca 2002     | 10 grudnia 2003      | 605 |
| Chłopcy zamykają się w domu z cielakami w ramach protestu przed ubojem niewinnych krówek. |                                                       |                                             |                   |                      |     |
| 84 | The New Terrance and Phillip Movie Trailer            | Zwiastun nowego filmu Terrance’a i Phillipa | 3 kwietnia 2002   | 14 stycznia 2004     | 604 |
| Chłopcy starają się nie przegapić zwiastuna nowego filmu Terrance’a i Phillipa, emitowanego w przerwie reklamowej programu Russela Crowe’a, zostają jednak przepędzani z każdego miejsca, w którym znajduje się telewizor. |                                                       |                                             |                   |                      |     |
| 85 | Professor Chaos                                       | Profesor Chaos                              | 10 kwietnia 2002  | 28 stycznia 2004     | 606 |
| Butters zostaje wyrzucony z paczki, postanawia więc szerzyć chaos jako swoje alter ego czyli Profesor Chaos. W międzyczasie chłopcy organizują casting na nowego zastępcę Kenny’ego. Odcinek zrealizowany w formie parodii programu typu reality show. |                                                       |                                             |                   |                      |     |
| 86 | Simpsons Already Did It                               | Simpsonowie już to zrobili                  | 26 czerwca 2002   | 11 lutego 2004       | 607 |
| Do paczki Stana, Kyle'a i Cartmana dołącza Tweek. Butters próbuje podbić świat, ale odkrywa, że każdy jego pomysł został już wykorzystany w Simpsonach. W międzyczasie Cartman tworzy imperium ludzi morskich. |                                                       |                                             |                   |                      |     |
| 87 | Red Hot Catholic Love                                 | Rozpalona katolicka miłość                  | 3 lipca 2002      | 25 lutego 2004       | 608 |
| Ksiądz z South Parku próbuje zmienić opinię o klerze molestującym małych chłopców. |                                                       |                                             |                   |                      |     |
| 88 | Free Hat                                              | Komu zależy na kapeluszu                    | 10 lipca 2002     | 10 marca 2004        | 609 |
| Chłopcy próbują zapobiec wprowadzaniu zmian do klasycznych filmów takich jak „E.T.”, „Szeregowiec Ryan”, „Gwiezdne wojny: część V – Imperium kontratakuje”, czy „Poszukiwacze zaginionej Arki”. Pojawiają się Steven Spielberg i George Lucas. |                                                       |                                             |                   |                      |     |
| 89 | Bebe’s Boobs Destroy Society                          | Cycki Bebe niszczą społeczeństwo            | 17 lipca 2002     | 24 marca 2004        | 610 |
| Bebe zaczynają rosnąć piersi i wszyscy chłopcy w klasie zaczynają zwracać na nią uwagę i chcą się z nią kumplować. |                                                       |                                             |                   |                      |     |
| 90 | Child Abduction is Not Funny                          | Porwane dzieci nie są śmieszne              | 24 lipca 2002     | 7 kwietnia 2004      | 611 |
| W South Parku narasta panika związana z porwaniami dzieci. Rodzice zlecają właścicielowi chińskiej restauracji budowę muru dokoła miasta. Parodia wielkiego muru chińskiego i konia trojańskiego. |                                                       |                                             |                   |                      |     |
| 91 | A Ladder to Heaven                                    | Drabina do nieba                            | 6 listopada 2002  | 21 kwietnia 2004     | 612 |
| Kyle, Cartman i Stan budują drabinę do nieba, chcąc porozmawiać z Kennym. |                                                       |                                             |                   |                      |     |
| 92 | The Return of the Lord of the Rings to the Two Towers | Powrót Drużyny Pierścienia do dwóch wież    | 13 listopada 2002 | 5 maja 2004          | 613 |
| Rodzice Stana wypożyczają Władcę pierścieni i Analne zdziry 9. Dzieci z South Parku, chcące obejrzeć film fantasy, przypadkowo zapoznają się z filmem pornograficznym. Parodia „Władcy pierścieni”. Pojawiają się również drobne odniesienia do „Gwiezdnych Wojen” i „Harry’ego Pottera”                                                                                        |                                                       |                                             |                   |                      |     |
| 93 | The Death Camp of Tolerance                           | Obóz koncentracyjny tolerancji              | 20 listopada 2002 | 19 maja 2004         | 614 |
| Chłopcy nie tolerują gejowskich zachowań pana Garrisona, zostają więc wysłani na obóz tolerancji, mający charakter nazistowskiego obozu koncentracyjnego. Część odcinka, która dzieje się w obozie przedstawiona jest jako czarno-biała. |                                                       |                                             |                   |                      |     |
| 94 | The Biggest Douche in the Universe                    | Największy zmaz kosmosu                     | 27 listopada 2002 | 2 czerwca 2004       | 615 |
| Cartman trafia do szpitala z powodu duszy Kenny’ego. Chłopcy, wraz z Szefem i mamą Cartmana, wyjeżdżają do Nowego Jorku, a później do Szkocji żeby uwolnić duszę Kenny’ego. W trakcie podróży samolotem wyświetlają się zwiastuny wymyślonych filmów z Robem Schneiderem. |                                                       |                                             |                   |                      |     |
| 95 | My Future Self n’ Me                                  | Ja z przyszłości                            | 4 grudnia 2002    | 16 czerwca 2004      | 616 |
| W domu Marshów pojawia się człowiek podający się za Stana z przyszłości. Jest on zaniedbany, bierze narkotyki i pije. Stan jednak nie jest pewien co do prawdziwości przybysza. Parodia stereotypów nt. narkotyków i podróży w czasie. |                                                       |                                             |                   |                      |     |
| 96 | Red Sleigh Down                                       | Sanie w ogniu                               | 11 grudnia 2002   | 30 czerwca 2004      | 617 |
| Odcinek świąteczny. Cartman chce zawieźć prezenty dzieciom z Iraku. Chłopcy razem z panem Hankey wybierają się na biegun północny do Świętego Mikołaja. Święty Mikołaj jedzie na saniach do Iraku, ale zostaje pojmany i torturowany. Chłopcy biorą drugie sanie i wyruszają Mikołajowi na pomoc, zabierając po drodze Jezusa.                                                  |                                                       |                                             |                   |                      |     |

### Seria 7. (2003)
| 97 | Cancelled                 | Zdjęci z anteny            | 19 marca 2003        | 1 września 2004      | 704 |
| Gdy okazuje się, że Ziemia jest kosmicznym programem typu reality show, który ma zostać zdjęty z anteny, chłopcy podejmują próbę niedopuszczenia do skasowania planety. Parodia pierwszego odcinka South Parku, "Truman Show" i "Futuramy" |                           |                            |                      |                      |     |
| 98 | Krazy Kripples            | Kopnięte kaleki            | 26 marca 2003        | 15 września 2004     | 702 |
| Jimmy i Timmy, nie znajdując zrozumienia wśród kolegów z South Parku, postanawiają stworzyć własny klub jednak w efekcie nieporozumienia przyłączają się do afroamerykańskiego gangu. W tym samym czasie do miasteczka przybywa Christopher Reeve promujący nowe metody walki z paraliżem. Pojawia się również Gene Hackman, jego filmowy wróg. Jest to drugi odcinek poświęcony płodom i komórkom macierzystym. |                           |                            |                      |                      |     |
| 99 | Toilet Paper              | Papier toaletowy           | 2 kwietnia 2003      | 29 września 2004     | 703 |
| Nauczycielka znęca się nad chłopcami, więc ci postanawiają w nocy obrzucić jej dom papierem toaletowym. Parodia filmu Milczenie owiec. |                           |                            |                      |                      |     |
| 100 | I'm a Little Bit Country  | Za, a nawet przeciw        | 9 kwietnia 2003      | 13 października 2004 | 701 |
| Chłopcy muszą napisać esej o założycielach Stanów Zjednoczonych, więc Cartman postanawia przenieść się w czasie, żeby sprawdzić, jak naprawdę wyglądało podpisanie deklaracji niepodległości. Jednocześnie w South Parku trwa spór między zwolennikami a przeciwnikami wojny w Iraku. |                           |                            |                      |                      |     |
| 101 | Fat Butt and Pancake Head | Tłusta dupa, płaskie czoło | 16 kwietnia 2003     | 27 października 2004 | 705 |
| Cartman ze swojej pomalowanej ręki tworzy rywalkę Jennifer Lopez. Zrozpaczona piosenkarka przyjeżdża do South Parku, żeby zabić swoją konkurentkę, ale jej narzeczony – Ben Affleck – zakochuje się w tamtej. |                           |                            |                      |                      |     |
| 102 | Lil’ Crime Stoppers       | Klub detektywa             | 23 kwietnia 2003     | 10 listopada 2004    | 706 |
| Chłopcy bawią się w prywatnych detektywów. Gdy szef policji dowiaduje się o ich udanym śledztwie, postanawia wcielić ich do prawdziwej policji. |                           |                            |                      |                      |     |
| 103 | Red Man’s Greed           | Chciwość czerwonych twarzy | 30 kwietnia 2003     | 2 listopada 2004     | 707 |
| Mieszkańcy starają się nie dopuścić do zburzenia South Parku, na którego miejscu ma powstać autostrada wiodąca do kasyna prowadzonego przez Indian. |                           |                            |                      |                      |     |
| 104 | South Park is Gay!        | South Park jest gejowski!  | 22 października 2003 | 8 grudnia 2004       | 708 |
| Kiedy South Park ogarnia metroseksualne szaleństwo, Kyle i pan Garrison postanawiają usunąć jego źródła. |                           |                            |                      |                      |     |
| 105 | Christian Rock Hard       | Chrześcijański pornorock   | 29 października 2003 | 22 grudnia 2004      | 709 |
| Chłopcy zakładają zespół rockowy. Wyrzucony z niego Cartman postanawia założyć własny zespół grający chrześcijańskiego rocka. Zakłada się z resztą o to, kto pierwszy zdobędzie Platynową Płytę. |                           |                            |                      |                      |     |
| 106 | Grey Dawn                 | Siwy świt                  | 5 listopada 2003     | 5 stycznia 2005      | 710 |
| Kiedy staruszka rozjeżdża dziewięciu ludzi, rząd amerykański postanawia odebrać seniorom prawa jazdy. Starsi ludzie się buntują i wyruszają z kontrofensywą. Chłopcy wymyślają plan obrony miasta. |                           |                            |                      |                      |     |
| 107 | Casa Bonita               | Casa Bonita                | 12 listopada 2003    | 19 stycznia 2005     | 711 |
| Cartman wszelkimi sposobami stara się dostać na urodzinowe przyjęcie Kyle’a w meksykańskiej restauracji Casa Bonita. |                           |                            |                      |                      |     |
| 108 | All About the Mormons?    | Wszystko o mormonach       | 19 listopada 2003    | 2 lutego 2005        | 712 |
| Do South Parku wprowadza się rodzina mormonów. Ich przesadna uprzejmość i nienaturalnie dobry humor wzbudzają w Stanie odrazę. |                           |                            |                      |                      |     |
| 109 | Butt Out                  | Zgaś peta                  | 3 grudnia 2003       | 16 lutego 2005       | 713 |
| Do szkoły chłopców przyjeżdżają ludzie z antynikotynowej organizacji. Pod ich wpływem przyjaciele postanawiają zapalić papierosa, czego skutkiem jest podpalenie szkoły. Rodzice chłopców dowiedziawszy się o ich wybryku postanawiają zaprosić do South Parku otyłą gwiazdę – przykład człowieka niepalącego – Roba Reinera.                                                                                    |                           |                            |                      |                      |     |
| 110 | Raisins                   | Rodzynki                   | 10 grudnia 2003      | 2 marca 2005         | 714 |
| Wendy zrywa ze Stanem. Żeby go pocieszyć, chłopcy odwiedzają klub, w którym pracują ośmioletnie tancerki i kelnerki. Butters zakochuje się w jednej z nich i postanawia przedstawić ją rodzicom. Stan przyłącza się do grupki gotów. |                           |                            |                      |                      |     |
| 111 | It’s Christmas in Canada  | Święta w Kanadzie          | 17 grudnia 2003      | 16 marca 2005        | 715 |
| Nowy premier Kanady wydaje dekret nakazujący oddanie adoptowanych Kanadyjczyków ich biologicznym rodzicom. Kyle nie może znieść rozłąki z Ikiem, wyrusza więc do Kanady, żeby porozmawiać z premierem. |                           |                            |                      |                      |     |

### Seria 8. (2004)
| 112 | Good Times with Weapons            | Bombowa zabawa z bronią             | 17 marca 2004        | 21 grudnia 2005 | 801 |
| Chłopcy kupują na rynku azjatyckie bronie i wyobrażają sobie, że są postaciami anime.                                                                    |                                    |                                     |                      |                 |     |
| 113 | Up the Down Steroid                | Ułomne koksy                        | 24 marca 2004        | 2006            | 803 |
| Jimmy i Timmy biorą udział w olimpiadzie specjalnej, ale Jimmy oszukuje przy pomocy sterydów. Cartman próbuje wziąć udział w olimpiadzie dla nagrody.    |                                    |                                     |                      |                 |     |
| 114 | The Passion of the Jew             | Pasja żyda                          | 31 marca 2004        | 2006            | 804 |
| Kyle zostaje zmuszony przez Cartmana do obejrzenia Pasji Mela Gibsona i czuje się antysemitą.                                                            |                                    |                                     |                      |                 |     |
| 115 | You Got Fucked in the Ass          | Zostałeś wydymany w dupę            | 7 kwietnia 2004      | 2006            | 805 |
| Stan musi stworzyć grupę taneczną, żeby stanąć przeciwko rywalom z hrabstwa Orange.                                                                      |                                    |                                     |                      |                 |     |
| 116 | AWESOM-O                           | Zajebozo 4000                       | 14 kwietnia 2004     | 2006            | 802 |
| Cartman udaje że jest robotem, by poznać sekrety Buttersa.                                                                                               |                                    |                                     |                      |                 |     |
| 117 | The Jeffersons                     | Jeffersonowie                       | 21 kwietnia 2004     | 2006            | 807 |
| Dzieci z South Parku spotykają się z nowym przybyszem do miasta, którego dom jest wypełniony grami, zabawkami i zwierzętami (jest nim Michael Jackson).  |                                    |                                     |                      |                 |     |
| 118 | Goobacks                           | Czasogracja                         | 28 kwietnia 2004     | 2006            | 806 |
| Do miasta zaczynają przybywać imigranci z roku 3045 i zabierają mieszkańcom miejsca pracy.                                                               |                                    |                                     |                      |                 |     |
| 119 | Douche and Turd                    | Szczota i kloc                      | 27 października 2004 | 2006            | 808 |
| Szkoła w South Parku, na skutek ataku ekoterrorystów, musi zmienić maskotkę szkoły. Uczniowie wysuwają kandydatury syfnej szczoty oraz kanapki z klocem. |                                    |                                     |                      |                 |     |
| 120 | Something Wal-Mart This Way Comes  | Coś walmartowego tu nadchodzi       | 3 listopada 2004     | 2006            | 809 |
| Gdy w South Parku powstaje Walmart, wszystkie małe sklepy bankrutują.                                                                                    |                                    |                                     |                      |                 |     |
| 121 | Pre-School                         | Przedszkole                         | 10 listopada 2004    | 2006            | 810 |
| Z poprawczaka wychodzi postrach chłopców z przedszkola.                                                                                                  |                                    |                                     |                      |                 |     |
| 122 | Quest for Ratings                  | Walka o widza                       | 17 listopada 2004    | 2006            | 811 |
| Chłopcy tworzą w szkole program telewizyjny. |                                    |                                     |                      |                 |     |
| 123 | Stupid Spoiled Whore Video Playset | Zestaw „Głupia rozpieszczona kurwa” | 1 grudnia 2004       | 2006            | 812 |
| Wszystkie dziewczynki z czwartej klasy chcą być jak Paris Hilton.                                                                                        |                                    |                                     |                      |                 |     |
| 124 | Cartman’s Incredible Gift          | Niesamowity dar Cartmana            | 8 grudnia 2004       | 2006            | 813 |
| Cartman po upadku z dachu trafia do szpitala i zostaje jasnowidzem. Pomaga policji znaleźć seryjnego mordercę.                                           |                                    |                                     |                      |                 |     |
| 125 | Woodland Critter Christmas         | Święta leśnych zwierzątek           | 15 grudnia 2004      | 31 maja 2006    | 814 |
| Stan pomaga zwierzętom czekającym na narodzenie mesjasza.                                                                                                |                                    |                                     |                      |                 |     |

### Seria 9. (2005)
| 126 | Mr. Garrison’s Fancy New Vagina        | Fikuśna nowa wagina pana Garrisona | 9 marca 2005         | 6 września 2006 | 901 |
| Dzięki innowacjom chirurgii plastycznej, pan Garrison zmienia płeć, a Kyle rasę. Pan Niewolnik rzuca pana Garrisona. |                                        |                                    |                      |                 |     |
| 127 | Die Hippie, Die                        | Giń, hipisie, giń                  | 16 marca 2005        | 2006            | 902 |
| Cartman chce pozbyć się rosnącej populacji hipisów z South Parku. Odkrywa, że hipisi planują zorganizowanie muzycznego festiwalu. Parodia "Pogromców duchów", "Jądra Ziemi" i "Armageddonu"                                    |                                        |                                    |                      |                 |     |
| 128 | Wing                                   | Wing                               | 23 marca 2005        | 2006            | 903 |
| Chłopcy z nadzieją zarobienia pieniędzy zakładają agencję łowców talentów. Wkrótce potem wspólnie z chińską piosenkarką Wing wyruszają do Los Angeles na przesłuchanie. Nie wiedzą jednak, że ich tropem podąża chińska mafia. |                                        |                                    |                      |                 |     |
| 129 | Best Friends Forever                   | Najlepszy przyjaciel               | 30 marca 2005        | 2006            | 904 |
| Kenny staje się mistrzem gry Niebo kontra piekło na Sony PSP. |                                        |                                    |                      |                 |     |
| 130 | The Losing Edge                        | Wymarzona porażka                  | 6 kwietnia 2005      | 2006            | 905 |
| Chłopcy próbują przegrywać mecze baseballowe, żeby móc przestać grać w ten nudzący ich sport podczas wakacji. Parodia filmu Rocky.                                                                                             |                                        |                                    |                      |                 |     |
| 131 | The Death of Eric Cartman              | Śmierć Erica Cartmana              | 13 kwietnia 2005     | 2006            | 906 |
| Dzieci w South Parku umawiają się ignorować Erica Cartmana, przez co wydaje mu się, że umarł. |                                        |                                    |                      |                 |     |
| 132 | Erection Day                           | Dzień erekcji                      | 20 kwietnia 2005     | 2006            | 907 |
| Jimmy dostaje niekontrolowanych erekcji i boi się przez to występów na scenie. |                                        |                                    |                      |                 |     |
| 133 | Two Days Before the Day After Tomorrow | Dwa dni przed „Pojutrzem”          | 19 października 2005 | 2007            | 908 |
| W South Parku zostaje ogłoszony stan wyjątkowy z powodu globalnego ocieplenia. Parodia filmu Pojutrze. |                                        |                                    |                      |                 |     |
| 134 | Marjorine                              | Marjorine                          | 26 października 2005 | 2007            | 909 |
| Butters finguje swoją śmierć, żeby jako Marjorine dostać się na piżama party u dziewczynek. Parodia filmu Smętarz dla zwierzaków.                                                                                              |                                        |                                    |                      |                 |     |
| 135 | Follow That Egg!                       | Goń jajo!                          | 2 listopada 2005     | 2007            | 910 |
| Gdy pan Garrison dowiaduje się, że Pan Niewolnik chce wyjść za mąż za Wielkiego Geja Ala, próbuje zdelegalizować małżeństwa tej samej płci.                                                                                    |                                        |                                    |                      |                 |     |
| 136 | Ginger Kids                            | Rudzielce                          | 9 listopada 2005     | 2007            | 911 |
| Cartman, po wyśmiewaniu się z rudowłosych, sam budzi się z rudymi włosami. |                                        |                                    |                      |                 |     |
| 137 | Trapped in the Closet                  | Uwięziony w szafie                 | 16 listopada 2005    | 2007            | 912 |
| Stan zapisuje się do scjentologów, a niedługo Tom Cruise zaczyna okupować jego szafę. Po pewnym czasie dołączają do niego m.in. John Travolta i R. Kelly.                                                                      |                                        |                                    |                      |                 |     |
| 138 | Free Willzyx                           | Uwolnić Willzyksa                  | 30 listopada 2005    | 2007            | 913 |
| Chłopcy poznają „mówiącą” orkę, która prosi o wysłanie jej na Księżyc. |                                        |                                    |                      |                 |     |
| 139 | Bloody Mary                            | Krwawa Maria                       | 7 grudnia 2005       | 2007            | 914 |
| Stan wstydzi się, że jego ojciec został złapany na jeździe samochodem pod wpływem alkoholu. Tymczasem w pobliskim miasteczku zaczyna krwawić figura Maryi. Pojawia się papież Benedykt XVI.                                    |                                        |                                    |                      |                 |     |

### Seria 10. (2006)
| 140 | The Return of Chef          | Powrót Szefa                     | 22 marca 2006        | 5 września 2007 | 1001 |
| Szef opuszcza South Park, żeby przyłączyć się do Klubu Superprzygody. Kiedy powraca, mieszkańcy zauważają, że coś z nim nie tak. |                             |                                  |                      |                 |      |
| 141 | Smug Alert!                 | Uwaga, nadęcie!                  | 29 marca 2006        | 2007            | 1002 |
| Stan przekonuje wszystkich w miasteczku, żeby zakupili samochody hybrydowe, nie zdając sobie sprawy, że nowe samochody są przyczyną innego rodzaju niebezpiecznych zanieczyszczeń. |                             |                                  |                      |                 |      |
| 142 | Cartoon Wars                | Wojny kreskówkowe, cz. 1         | 5 kwietnia 2006      | 2007            | 1003 |
| W miasteczku wybucha panika, kiedy twórcy Family Guy denerwują świat islamski poprzez pokazanie w telewizji Mahometa. Kyle zgadza się pomóc Cartmanowi we wstrzymaniu emisji następnego nieocenzurowanego odcinka. |                             |                                  |                      |                 |      |
| 143 | Cartoon Wars 2              | Wojny kreskówkowe, cz. 2         | 12 kwietnia 2006     | 2007            | 1004 |
| Pozostawiając zranionego Kyle’a na autostradzie, Cartman kontynuuje swoją podróż w celach zdjęcia serialu Family Guy z anteny. |                             |                                  |                      |                 |      |
| 144 | A Million Little Fibers     | Milion małych włókien            | 19 kwietnia 2006     | 2007            | 1005 |
| Ręcznik przezwycięża narkomanię i tworzy poruszającą książkę o swoich doświadczeniach. Dzięki wsparciu Opry Winfrey, książka staje się bestsellerem, a historia w niej przedstawiona inspiruje miliony osób na świecie. Kiedy Ręcznik zostaje przyłapany na kłamstwie, jego stare nawyki zaczynają wyglądać niezwykle zachęcająco. |                             |                                  |                      |                 |      |
| 145 | Manbearpig                  | Człowiekoknurozwierz             | 26 kwietnia 2006     | 2007            | 1006 |
| Do South Parku przybywa były wiceprezydent USA Al Gore. Ostrzega mieszkańców przed potworem zwanym człowiekoknurozwierzem. Chłopcy zostają uwięzieni w jaskini, a Cartman odnajduje skarb. |                             |                                  |                      |                 |      |
| 146 | Cartman vs. Super Nanny     | Zaklinacz psów                   | 3 maja 2006          | 2007            | 1007 |
| Matka Cartmana, nie mogąc poradzić sobie z synem, decyduje się na pomoc niań z reality show. Gdy te zawodzą, zwraca się do słynnego zaklinacza psów Cesara Millana. |                             |                                  |                      |                 |      |
| 147 | Make Love, Not Warcraft     | Czyń miłość, nie „Warcrafta”     | 4 października 2006  | 2008            | 1008 |
| South Park ogarnia mania grania w World of Warcraft. Chłopcy próbują pokonać postrach świata WoW – maniakalnego gracza zabijającego bez powodu bezbronne postacie. |                             |                                  |                      |                 |      |
| 148 | Mystery of the Urinal Deuce | Zagadka kloca w pisuarze         | 11 października 2006 | 2008            | 1009 |
| W męskiej ubikacji w szkole ktoś zrobił kupę do pisuaru. Rozpoczyna się śledztwo, które wiąże tę sprawę z atakami z 11 września. W sprawę zamieszane są najwyższe kręgi władzy. |                             |                                  |                      |                 |      |
| 149 | Miss Teacher Bangs a Boy    | Pani przedszkolanka puka chłopca | 18 października 2006 | 2008            | 1010 |
| Cartman na polecenie dyrektor monitoruje korytarze w szkole, sprawdza identyfikatory, pilnuje by dobrze się zachowywano. Ike ma romans ze swoją nauczycielką z przedszkola – Kyle przyłapuje ich w jednoznacznej sytuacji. |                             |                                  |                      |                 |      |
| 150 | Hell on Earth 2006          | Piekło na ziemi 2006             | 25 października 2006 | 2008            | 1011 |
| Szatan postanawia zorganizować najlepszą imprezę halloweenową wszech czasów, a wzorem dla niego są przyjęcia urodzinowe rozpieszczonych i bogatych nastolatek. W tym samym czasie dzieciaki z South Parku próbują wywołać rapera Notoriousa BIG poprzez trzykrotne wypowiedzenie do lustra jego imienia.                           |                             |                                  |                      |                 |      |
| 151 | Go God Go                   | Do boju, Boże                    | 1 listopada 2006     | 2008            | 1012 |
| Cartman, nie mogąc doczekać się Nintendo Wii, postanawia się zamrozić i poczekać trzy tygodnie do premiery. Zostaje rozmrożony, ale kilkaset lat później. Pani Garrison nie chce nauczać dzieci teorii ewolucji, ale kiedy zakochuje się w naukowcu specjalizującym się w tej dziedzinie, przechodzi na ateizm.                    |                             |                                  |                      |                 |      |
| 152 | Go God Go XII               | Do boju, Boże, część 12          | 8 listopada 2006     | 2008            | 1013 |
| Cartman zdobywa upragnione Nintendo Wii, ale sposób, w jaki to robi, zaostrza konflikt między trzema ateistycznymi frakcjami przyszłości. Jedynym sposobem na zakończenie regularnej wojny i zagranie na Wii jest telefon-zabawka służący do robienia kawałów ludziom z przeszłości.                                               |                             |                                  |                      |                 |      |
| 153 | Stanley’s Cup               | Puchar Stanleya                  | 15 listopada 2006    | 2008            | 1014 |
| Stan podejmuje pracę jako trener przedszkolnej drużyny hokejowej. Musi wygrać ważny mecz, żeby przeżył chłopiec chory na raka. |                             |                                  |                      |                 |      |

### Seria 11. (2007)
| 154 | With Apologies to Jesse Jackson | Przepraszamy Jessego Jacksona                     | 7 marca 2007         | 21 maja 2008 | 1101 |
| Randy Marsh wypowiada w telewizji słowo „czarnuch” i zostaje znienawidzony przez całe społeczeństwo. Do szkoły przybywa karzeł, który poucza dzieci o szkodliwości mowy nienawiści. Bezlitośnie wyśmiewany przez Cartmana, postanawia stoczyć z nim pojedynek na pięści.                                                                  |                                 |                                                   |                      |              |      |
| 155 | Cartman Sucks                   | Cartman ssie                                      | 14 marca 2007        | 2008         | 1102 |
| Cartman, chcąc zrobić najlepszy żart w swoim życiu, zaprasza Buttersa do swojego domu na noc. Gdy ten zasypia, Eric bierze do ust jego penis i utrwala to na zdjęciu, które nazajutrz pokazuje kumplom. Gdy ci stwierdzają, że Cartman jest gejem, próbuje on zrobić wszystko, żeby odwrócić sytuację.                                    |                                 |                                                   |                      |              |      |
| 156 | Lice Capades                    | WSZYstko gra                                      | 21 marca 2007        | 2008         | 1103 |
| W szkole wybucha plaga wesz. Gdy pani Garrison nie chce podać nazwisk dzieci, które mają wszy, Cartman znajduje własny sposób, żeby dowiedzieć się kto jest nosicielem. |                                 |                                                   |                      |              |      |
| 157 | The Snuke                       | Szparotomówka                                     | 28 marca 2007        | 2008         | 1104 |
| Cartman wraz z CIA próbuje powstrzymać atak terrorystyczny na Hillary Clinton. Głównym podejrzanym jest dziecko z rodziny muzułmańskiej. Parodia serialu 24 godziny. |                                 |                                                   |                      |              |      |
| 158 | Fantastic Easter Special        | Fantastyczna opowieść wielkanocna                 | 4 kwietnia 2007      | 2008         | 1105 |
| Stan chce, żeby ktoś wytłumaczył mu, jaki związek mają jaja wielkanocne z Jezusem, który umarł za jego grzechy. Zdeterminowani odkryć prawdziwą historię jaj i zajączków będących częścią Wielkanocy, Stan i Kyle natrafiają na ekscentryczne ugrupowanie stojące na straży starożytnego sekretu. Parodia powieści Kod Leonarda da Vinci. |                                 |                                                   |                      |              |      |
| 159 | D-Yikes                         | Lesby                                             | 11 kwietnia 2007     | 2008         | 1106 |
| Czwartoklasiści muszą napisać esej na temat książki Stary człowiek i morze, podczas gdy pani Garrison poznaje Allison i idzie z nią do lesbijskiego baru. Parodia filmu 300. |                                 |                                                   |                      |              |      |
| 160 | Night of the Living Homeless    | Noc żywych bezdomnych                             | 18 kwietnia 2007     | 2008         | 1107 |
| W miasteczku rośnie liczba bezdomnych żyjących na ulicach i żebrzących o drobne. Chłopcy postanawiają raz na zawsze rozwiązać ten problem. Parodia filmu „Noc żywych trupów”. |                                 |                                                   |                      |              |      |
| 161 | Le Petit Tourette               | Le petit Tourette                                 | 3 października 2007  | 2008         | 1108 |
| Cartman spotyka w sklepie chłopca chorego na zespół Tourette’a, który nie kontroluje tego co mówi. Eric postanawia wykorzystać chorobę do własnych celów, nie wiedząc jakie pociągnie to za sobą konsekwencje |                                 |                                                   |                      |              |      |
| 162 | More Crap                       | Wielkie gówno                                     | 10 października 2007 | 2008         | 1109 |
| Tata Stana ustanowił nowy rekord za zrobienie największej kupy świata. Jednak jego wynik nie utrzymał się na szczycie zbyt długo. |                                 |                                                   |                      |              |      |
| 163 | Imaginationland                 | Wyobraźniolandia, cz. 1: Kyle ssie jajka Cartmana | 17 października 2007 | 2008         | 1110 |
| Cartman pokazuje kolegom leprokona, przez co Kyle przegrywa straszliwy zakład. Zdarzenie to sprowadza Stana, Kyle’a, Buttersa i Kenny’ego do Krainy Wyobraźni, w której pojawiają się również terroryści... |                                 |                                                   |                      |              |      |
| 164 | Imaginationland Episode II      | Wyobraźniolandia, cz. 2: Suszenie kul             | 24 października 2007 | 2008         | 1111 |
| Dalszy ciąg historii z poprzedniego odcinka. Istoty z ciemnej strony Krainy Wyobraźni przedostają się przez zniszczoną przez terrorystów barierę. Rząd postanawia interweniować. Nic, włącznie z atakiem człowiekoknurozwierza, nie jest w stanie obniżyć determinacji Cartmana w egzekucji wygranego zakładu.                            |                                 |                                                   |                      |              |      |
| 165 | Imaginationland Episode III     | Wyobraźniolandia, cz. 3: Zwilżenie wora           | 31 października 2007 | 2008         | 1112 |
| Trzecia odsłona kończąca sagę. Sąd Najwyższy uznaje Krainę Wyobraźni i jej mieszkańców za nieistniejące, żeby umożliwić atak nuklearny na nią. Kyle próbuje temu zapobiec, nie zważając na wysokie koszty osobiste podważenia korzystnego dla siebie wyroku sądu. Parodia Władcy pierścieni i Opowieści z Narnii.                         |                                 |                                                   |                      |              |      |
| 166 | Guitar Queer-o                  | „Guitar Hero” to zero                             | 7 listopada 2007     | 2008         | 1113 |
| Stan i Kyle są mistrzami gry w Guitar Hero. Stają się sławni i mają menedżera. Stan zostaje namówiony przez agenta na granie z innym partnerem, żeby uzyskać milion punktów. Stan ma problemy z koncentracją i zaczyna grać w Heroin Hero, przez co się stacza.                                                                           |                                 |                                                   |                      |              |      |
| 167 | The List                        | Lista                                             | 14 listopada 2007    | 2008         | 1114 |
| Dziewczyny zrobiły listę, na której są wypisane imiona chłopców od najładniejszego do najbrzydszego. Kiedy chłopcy kradną listę, nie są przygotowani na to, co się stanie dalej. |                                 |                                                   |                      |              |      |

### Seria 12. (2008)
| 168 | Tonsil Trouble            | Kłopoty z migdałkami                  | 12 marca 2008        | 25 marca 2009    | 1201 |
| Cartman podczas operacji wycięcia migdałków zostaje zarażony wirusem HIV. Uważa, że Kyle wyśmiewa się z niego i postanawia się zemścić. |                           |                                       |                      |                  |      |
| 169 | Britney’s New Look        | Nowy wizerunek Britney                | 19 marca 2008        | 1 kwietnia 2009  | 1202 |
| Kiedy chłopcy pomagają Britney Spears dostać się na biegun północny, odkrywają szokującą prawdę o jej popularności. |                           |                                       |                      |                  |      |
| 170 | Major Boobage             | Poważna cycoza                        | 26 marca 2008        | 8 kwietnia 2009  | 1203 |
| Kiedy okazuje się, że stężony mocz kotów działa jak narkotyk, ich posiadanie zostaje zakazane. Kenny popada w nałóg, a jego narkotyczne wizje stylizowane są na film Heavy metal. Tymczasem w obliczu zakazu posiadania kotów, Cartman przechowuje i ukrywa je na swoim strychu.                                                   |                           |                                       |                      |                  |      |
| 171 | Canada on Strike          | Strajk kanadyjski                     | 2 kwietnia 2008      | 15 kwietnia 2009 | 1204 |
| W South Parku odbywa się dzień uznania dla Kanady. Przewodniczący Kanadyjskiego Biura Światowego zauważa, że Kanada nie zyskuje należnego jej uznania w świecie, w związku z czym postanawia urządzić strajk Kanadyjczyków. |                           |                                       |                      |                  |      |
| 172 | Eek, A Penis!             | Rany, penis!                          | 9 kwietnia 2008      | 22 kwietnia 2009 | 1205 |
| Garrison przeżywa kryzys w związku ze swoją tożsamością płciową. Dzięki najnowszym osiągnięciom w dziedzinie klonowania postanawia zrekonstruować swoją męskość. Cartman zastępuje Garrisona na lekcjach, a potem prowadzi lekcje dla licealistów.                                                                                 |                           |                                       |                      |                  |      |
| 173 | Over Logging              | Kryzys sieciowy                       | 16 kwietnia 2008     | 29 kwietnia 2009 | 1206 |
| Pewnego dnia mieszkańcy South Parku odkrywają, że Internet przepadł. Gdy Randy słyszy pogłoskę, że w Kalifornii wciąż może być trochę Internetu, natychmiast pakuje rodzinę i wyjeżdża na zachód. |                           |                                       |                      |                  |      |
| 174 | Super Fun Time            | Superfajna zabawa                     | 23 kwietnia 2008     | 6 maja 2009      | 1207 |
| Pan Garrison zabiera czwartoklasistów na wycieczkę edukacyjną do wioski pionierów, zrekonstruowanej na wzór USA z XIX wieku. Gdy dzieci uczą się o dawnej historii Kolorado, grupa złodziei włamuje się do muzeum i bierze wszystkich jako zakładników.                                                                            |                           |                                       |                      |                  |      |
| 175 | The China Probrem         | Chiński problem                       | 8 października 2008  | 20 maja 2009     | 1208 |
| Cartman uważa, że Chińczycy planują inwazję. Razem z Buttersem postanawia ich powstrzymać. Chłopcy po obejrzeniu filmu Indiana Jones i Królestwo Kryształowej Czaszki obwiniają George’a Lucasa i Stevena Spielberga o „zgwałcenie” Indiany Jonesa.                                                                                |                           |                                       |                      |                  |      |
| 176 | Breast Cancer Show Ever   | Rak cyca zachwyca                     | 15 października 2008 | 27 maja 2009     | 1209 |
| Cartman naśmiewa się z referatu Wendy dotyczącego problemu raka piersi. Dziewczyna umawia się z nim na walkę po szkole, przez co wpada w kłopoty. Cartman za wszelką cenę stara się uniknąć bójki. |                           |                                       |                      |                  |      |
| 177 | Pandemic                  | Pandemia                              | 22 października 2008 | 3 czerwca 2009   | 1210 |
| Chłopcy razem z Craigiem chcą zarobić pieniądze, grając na ulicy peruwiańskie rytmy. Rządowi USA nie podoba się pandemia Peruwiańczyków na ulicach i wydaje rozkaz zamknięcia wszystkich w więzieniu. |                           |                                       |                      |                  |      |
| 178 | Pandemic 2: The Startling | Pandemia 2: Nieoczekiwany zwrot akcji | 29 października 2008 | 10 czerwca 2009  | 1211 |
| Chłopcy zgubili się w Andach, gdzie odkrywają tajemnice ataku gigantycznych świnek morskich. Tymczasem Randy rejestruje kamerą wszystko wokół niego, jednocześnie próbując ratować swoją rodzinę. |                           |                                       |                      |                  |      |
| 179 | About Last Night          | Odnośnie wczorajszej nocy...          | 5 listopada 2008     | 17 czerwca 2009  | 1212 |
| W wyborach prezydenckich USA wygrywa Barack Obama. W South Parku wybucha radość zwolenników Obamy, a przeciwnicy uważają, że następnego ranka rozpęta się piekło. Okazuje się jednak, że obaj kandydaci należą do zorganizowanej szajki przestępczej, a wybory były tylko przykrywką. Parodia filmu Ocean’s Eleven: Ryzykowna gra. |                           |                                       |                      |                  |      |
| 180 | Elementary School Musical | Elementary School Musical             | 12 listopada 2008    | 24 czerwca 2009  | 1213 |
| Chłopcy dowiadują się, że nie są już fajnymi dzieciakami, ponieważ nie tańczą i nie śpiewają jak inne. Stan dostrzega, że może przez to stracić Wendy, dlatego postanawia upodobnić się do rówieśników. |                           |                                       |                      |                  |      |
| 181 | The Ungroundable          | Nieuziemialny                         | 19 listopada 2008    | 1 lipca 2009     | 1214 |
| Butters jest przekonany, że widział w szkole wampira, ale nikt nie chce mu uwierzyć. W międzyczasie grupa gotów jest zirytowana tym, że inni nie widzą różnicy między nimi a dziećmi udającymi wampiry. |                           |                                       |                      |                  |      |

### Seria 13. (2009)
| 182 | The Ring              | Pierścień                   | 11 marca 2009        | 3 marca 2010     | 1301 |
| Kenny zabiera swoją nową dziewczynę na koncert Jonas Brothers, ponieważ myśli, że ta zrobi mu fellatio. Po koncercie dziewczyna dostaje pierścień czystości i razem z Kennym postanawiają żyć bez grzechu.                                                                                                |                       |                             |                      |                  |      |
| 183 | The Coon              | Szop                        | 18 marca 2009        | 10 marca 2010    | 1302 |
| Cartmanowi przebranemu za szopa wydaje się, że jest superbohaterem i każdej nocy broni swojego miasta przed złem. Okazuje się, że ma konkurenta. Nie podoba mu się to, więc za wszelką cenę chce poznać jego prawdziwą tożsamość.                                                                         |                       |                             |                      |                  |      |
| 184 | Margaritaville        | Margaritaville              | 25 marca 2009        | 17 marca 2010    | 1303 |
| Kiedy załamuje się gospodarka, Kyle próbuje uratować sytuację. |                       |                             |                      |                  |      |
| 185 | Eat, Pray, Queef      | Jedz, módl się, cipierdź    | 1 kwietnia 2009      | 24 marca 2010    | 1304 |
| Terence i Philip zostają zastąpieni przez siostry Pierd. Mężczyźni są oburzeni tym, że kobiety uwalniają swoje gazy pochwowe. Rozpętuje się wojna płci. |                       |                             |                      |                  |      |
| 186 | Fishsticks            | Rybie filety                | 8 kwietnia 2009      | 31 marca 2010    | 1305 |
| Jimmy wymyśla dowcip o paluszkach rybnych. Cartman, który mu towarzyszył, widzi szansę na osiągnięcie sławy i próbuje przekonać przyjaciela, że miał wielki wpływ na tworzenie żartu. W tym samym czasie Kanye West za wszelką cenę stara się dopaść twórcę dowcipu, którego nie jest w stanie zrozumieć. |                       |                             |                      |                  |      |
| 187 | Pinewood Derby        | Derby w Pinewood            | 16 kwietnia 2009     | 7 kwietnia 2010  | 1306 |
| Stan ze swoim ojcem wygrywa zawody wyścigów modeli samochodów. W mieście zjawia się policyjne UFO, które poszukuje galaktycznego złodzieja kosmicznych pieniędzy. |                       |                             |                      |                  |      |
| 188 | Fatbeard              | Grubobrody                  | 22 kwietnia 2009     | 21 kwietnia 2010 | 1307 |
| Cartman namawia przyjaciół na wyjazd do Somalii, gdzie wspólnie z tamtejszymi piratami będą prowadzić beztroskie i bezprawne życie. Na miejscu okazuje się, że nic nie jest takie jak powinno, dlatego postanawia nauczyć piratów korsarskiego rzemiosła.                                                 |                       |                             |                      |                  |      |
| 189 | Dead Celebrities      | Martwi celebryci            | 7 października 2009  | 28 kwietnia 2010 | 1308 |
| Ike widzi duchy zmarłych celebrytów. Prawdziwy problem zaczyna się, gdy Michael Jackson przejmuje jego ciało, żeby wieść życie małego, białego dziecka. Wyczekując na Jacksona, reszta duchów nie może wystartować w lot w zaświaty.                                                                      |                       |                             |                      |                  |      |
| 190 | Butters’ Bottom Bitch | Główna sucz Buttersa        | 14 października 2009 | 5 maja 2010      | 1309 |
| Butters kupuje pierwszy pocałunek, po czym zostaje sutenerem. |                       |                             |                      |                  |      |
| 191 | W.T.F                 | Wrestlingowa TurboFederacja | 21 października 2009 | 12 maja 2010     | 1310 |
| Chłopcy zostają wrestlerami. |                       |                             |                      |                  |      |
| 192 | Whale Whores          | Wielorybie dziwki           | 28 października 2009 | 19 maja 2010     | 1311 |
| Stan postanawia chronić morskie ssaki przed zamachami Japończyków. |                       |                             |                      |                  |      |
| 193 | The F Word            | Słowo na „F”                | 4 listopada 2009     | 26 maja 2010     | 1312 |
| Do South Park przybywa grupa hałaśliwych motocyklistów, których chłopcy określają mianem „fagasów”. Wielki Gej Al, myśląc, że chodzi o gejów, podejmuje działania przeciwko mowie nienawiści. |                       |                             |                      |                  |      |
| 194 | Dances with Smurfs    | Tańczący ze smerfami        | 11 listopada 2009    | 2 czerwca 2010   | 1313 |
| Cartman zostaje wybrany do czytania porannych ogłoszeń w szkole. Parodia filmów Avatar i Tańczący z Wilkami. |                       |                             |                      |                  |      |
| 195 | Pee                   | Siuśki                      | 18 listopada 2009    | 9 czerwca 2010   | 1314 |
| Kiedy chłopcy wybierają się na basen, Kyle dostrzega problem ludzi oddających mocz do wody. Cartman jest przestraszony tym, że większość ludzi w parku wodnym to mniejszości narodowe. |                       |                             |                      |                  |      |

### Seria 14. (2010)
| 196 | Sexual Healing                    | Terapia seksualna                    | 17 marca 2010        | 3 listopada 2010      | 1401 |
| Tiger Woods dopuszcza się zdrad swej partnerki, przez co wybucha problem seksoholizmu. Rozpoczynają się badania uczniów w tej sprawie. W czasie, kiedy jedni próbują rozwiązać problem, branża gier komputerowych wydaje gry z poczynaniami sportowca.                                    |                                   |                                      |                      |                       |      |
| 197 | The Tale of Scrotie McBoogerballs | Opowieść Moszny McGlutojajca         | 24 marca 2010        | 10 listopada 2010     | 1402 |
| Chłopcy piszą książkę, która dzięki swej obrzydliwości staje się hitem, ale wszystkie zasługi spadają na Buttersa. Chłopcy za wszelką cenę chcą udowodnić, że to oni są autorami. |                                   |                                      |                      |                       |      |
| 198 | Medicinal Fried Chicken           | Leczniczy smażony kurczak            | 31 marca 2010        | 17 listopada 2010     | 1403 |
| Ulubiona restauracja Cartmana została zamknięta, a na jej miejscu pojawił się sklep z leczniczą marihuaną. Randy jest zdesperowany, ponieważ chce zdobyć receptę na marihuanę, a Cartman zrobi wszystko, żeby odzyskać smażone kurczaki z KFC.                                            |                                   |                                      |                      |                       |      |
| 199 | You Have 0 Friends                | Masz 0 znajomych                     | 7 kwietnia 2010      | 24 listopada 2010     | 1404 |
| Stan nie chce uczestniczyć w manii na punkcie Facebooka, ale koledzy zakładają mu konto, co sprowadza na niego wiele problemów. Kyle zaczyna tracić przyjaciół, ponieważ wysłał zaproszenie do trzecioklasisty, który nie miał żadnych znajomych na Facebooku. Odniesienia do filmu TRON. |                                   |                                      |                      |                       |      |
| 200 | 200                               | nieemitowany w Polsce                | 14 kwietnia 2010     | nieemitowany w Polsce | 1405 |
| Celebryci, na czele których stoi Tom Cruise, chcą pozwać South Park do sądu, zgadzają się jednak wycofać pozew, jeżeli mieszkańcy sprowadzą do miasteczka Mahometa. W międzyczasie okazuje się, że matka Cartmana nie jest jednak jego ojcem...                                           |                                   |                                      |                      |                       |      |
| 201 | 201                               | nieemitowany w Polsce                | 21 kwietnia 2010     | nieemitowany w Polsce | 1406 |
| Kontynuacja poprzedniego odcinka. Podczas gdy Super Najlepsi Przyjaciele walczą z Barbarą Streisand, Cartman musi zmierzyć się z demonicznym przywódcą rudzielców, którzy – podobnie jak celebryci – chcą zdobyć Mahometa i ukraść jego moc uniemożliwiającą wyśmiewanie ich.             |                                   |                                      |                      |                       |      |
| 202 | Crippled Summer                   | Kalekie lato                         | 28 kwietnia 2010     | 1 grudnia 2010        | 1407 |
| Timmy i Jimmy wyjeżdżają na obóz. Przyjeżdża również Ręcznik, ale ucieka – ma problemy z narkotykami, a chłopcy próbują mu pomóc. Odcinek jest stylizowany na amerykański serial dokumentalny Intervention.                                                                               |                                   |                                      |                      |                       |      |
| 203 | Poor and Stupid                   | Biedny i głupi                       | 6 października 2010  | 8 grudnia 2010        | 1408 |
| Wielkim marzeniem Cartmana jest zostanie kierowcą wyścigowym NASCAR. Obawia się jednak, że nie będzie mógł wziąć udziału w wyścigach, ponieważ nie reprezentuje tego samego poziomu co pozostali zawodnicy. Dzięki pomocy Buttersa, udaje mu się pokonać wszelkie trudności.              |                                   |                                      |                      |                       |      |
| 204 | It’s a Jersey Thing               | Tak się robi w Jersey                | 13 października 2010 | 15 grudnia 2010       | 1409 |
| Do South Parku zaczynają przybywać ludzie z New Jersey. Mieszkańcy, chcąc się ich pozbyć, proszą o pomoc Al-Ka’idę. Parodia Ekipy z New Jersey. |                                   |                                      |                      |                       |      |
| 205 | Insheeption                       | Inowcocepcja                         | 21 października 2010 | 22 grudnia 2010       | 1410 |
| Stan i pasterz zostają uwięzieni w śnie pana Mackeya, próbując wyleczyć się z choroby umysłowej. Parodia Incepcji. |                                   |                                      |                      |                       |      |
| 206 | Coon 2: Hindsight                 | Szop 2: Historia Mądrego po Szkodzie | 27 października 2010 | 29 grudnia 2010       | 1411 |
| Cartman jako Szop przewodzi grupie superbohaterów, robi jednak wszystko, żeby całą sławę i zasługi przypisać sobie. Kiedy sensację wzbudza emerytowany superbohater Kapitan Mądry po Szkodzie, Cartman stara się przyłączyć go do swojej drużyny.                                         |                                   |                                      |                      |                       |      |
| 207 | Mysterion Rises                   | Mysterion: Początek                  | 3 listopada 2010     | 5 stycznia 2011       | 1412 |
| Kontynuacja poprzedniego odcinka. Cartman, wyrzucony z grupy Szop i Przyjaciele, sprzymierza się z Cthulhu i planuje zemstę. Pozostałym superbohaterom przewodzi Kenny jako Mysterion. |                                   |                                      |                      |                       |      |
| 208 | Coon vs. Coon and Friends         | Szop kontra Szop i Przyjaciele       | 10 listopada 2010    | 12 stycznia 2011      | 1413 |
| Będący na usługach Cartmana Cthulhu sieje zniszczenie. Kenny zmaga się z klątwą swojej supermocy oraz swoim alter ego. |                                   |                                      |                      |                       |      |
| 209 | Crème Fraiche                     | Crème fraîche                        | 17 listopada 2010    | 19 stycznia 2011      | 1414 |
| Randy ma obsesję na punkcie gotowania. Sharon myśli, że nie jest już seksowna i zaczyna terapię z urządzeniem wibrohantel, z wbudowaną sztuczną inteligencją. |                                   |                                      |                      |                       |      |

### Seria 15. (2011)
| 210 | HUMANCENTiPAD                   | LudzkaiPadonoga                         | 27 kwietnia 2011     | 14 grudnia 2011  | 1501 |
| Cartman chce zdobyć iPada. Kyle podpisuje warunki umowy z firmą Apple bez przeczytania jej, co okazuje się wielkim błędem. |                                 |                                         |                      |                  |      |
| 211 | Funnybot                        | Dowcipobot                              | 4 maja 2011          | 21 grudnia 2011  | 1502 |
| W szkole podstawowej w South Parku odbywa się gala komediowa. Jimmy ogłasza, że Niemcy są najmniej zabawnymi ludźmi na świecie. Niemcy czują się obrażeni i zapowiadają odwet na uczniach. |                                 |                                         |                      |                  |      |
| 212 | Royal Pudding                   | Królewski budyń                         | 11 maja 2011         | 28 grudnia 2011  | 1503 |
| Wybranka księcia Kanady zostaje porwana podczas królewskiego wesela, wobec czego wszyscy Kanadyjczycy wzywani są do podjęcia poszukiwań. Ike odpowiada na wezwanie, porzucając występ w przedstawieniu szkolnym organizowanym przez pana Mackey’ego. |                                 |                                         |                      |                  |      |
| 213 | T.M.I.                          | T.M.I.                                  | 18 maja 2011         | 4 stycznia 2012  | 1504 |
| Cartman jest oburzony na szkołę, która jego zdaniem upubliczniła rezultaty pomiarów penisów uczniów, dzięki czemu wszyscy poznali nieznaczną długość jego członka. Okazuje się jednak, że problem długości penisa ma znacznie poważniejsze konsekwencje społeczne. |                                 |                                         |                      |                  |      |
| 214 | Crack Baby Athletic Association | Związek Sportowy Kokainowych Dzieci     | 25 maja 2011         | 11 stycznia 2012 | 1505 |
| Kyle, poruszony telewizyjną „najsmutniejszą reklamą wszech czasów”, postanawia zostać wolontariuszem w szpitalu opiekującym się dziećmi narkomanów. Niespodziewanie spotyka tam Cartmana, który również jest wolontariuszem. |                                 |                                         |                      |                  |      |
| 215 | City Sushi                      | Nowe sushi                              | 1 czerwca 2011       | 18 stycznia 2012 | 1506 |
| W South Parku zostaje otwarta japońska restauracja City Sushi. Właściciel istniejącej wcześniej chińskiej restauracji City Wok jest przerażony konkurencją. Tymczasem u Buttersa zdiagnozowane zostaje zaburzenie dysocjacyjne tożsamości. |                                 |                                         |                      |                  |      |
| 216 | You’re Getting Old              | Starzejesz się                          | 8 czerwca 2011       | 25 stycznia 2012 | 1507 |
| Stan obchodzi 10. urodziny, po których zaczyna inaczej patrzeć na świat. |                                 |                                         |                      |                  |      |
| 217 | Ass Burgers                     | Hamburgery z dupska                     | 5 października 2011  | 1 lutego 2012    | 1508 |
| Kontynuacja poprzedniego odcinka. U Stana zdiagnozowano zespół Aspergera i zaczyna uczęszczać na terapię. Cartman, symulując zespół Aspergera, tworzy recepturę hamburgerów konkurencyjną dla sieci fast foodów. |                                 |                                         |                      |                  |      |
| 218 | The Last of the Meheecans       | Ostatni Meksykanin                      | 12 października 2011 | 8 lutego 2012    | 1509 |
| Dzieci bawią się w strażników granicznych i nielegalnych imigrantów. Butters gubi się w lesie i zostaje przygarnięty przez amerykańskie małżeństwo jako pomoc domowa. Parodia Filmu "Ostatni Mohikanin". |                                 |                                         |                      |                  |      |
| 219 | Bass to Mouth                   | Szybka skrzelówka                       | 19 października 2011 | 15 lutego 2012   | 1510 |
| W szkole pojawia się nowa strona internetowa publikująca plotki. Cartman zostaje poproszony przez dyrekcję o pomoc w walce z samobójstwami uczniów. |                                 |                                         |                      |                  |      |
| 220 | Broadway Bro Down               | Broadwayowskie brachowanie              | 26 października 2011 | 22 lutego 2012   | 1511 |
| Sharon jest zdziwiona tym, że Randy wykorzystuje swój wolny czas, żeby jeździć z nią na musicale. Tak naprawdę Randy robi to tylko dlatego, że po każdym musicalu czeka go długi seks oralny. Wkrótce Randy postanawia spróbować swoich sił w tworzeniu musicali, zyskując przez to wielu wrogów. Tymczasem chłopiec z rodziny wegan zakochuje się w Shelly.                                                                        |                                 |                                         |                      |                  |      |
| 221 | 1%                              | Jeden procent                           | 2 listopada 2011     | 29 lutego 2012   | 1512 |
| Wszyscy uczniowie zostają ukarani za wyjątkowo słabe wyniki Cartmana na wuefie. Chociaż wszyscy wiedzą, że to jego wina, on uważa, że to wszystko przez prezydenta Obamę, a reszta szkoły to 99% atakujący jego – symboliczny 1% (jak w przypadku okupacji Wall Street). Cartman próbuje się dowiedzieć, kto niszczy jego ulubione wypchane zwierzęta, a w tym samym czasie uczniowie czwartej klasy walczą z systemem edukacyjnym. |                                 |                                         |                      |                  |      |
| 222 | A History Channel Thanksgiving  | Święto Dziękczynienia na kanale History | 9 listopada 2011     | 7 marca 2012     | 1513 |
| Chłopcy próbują się dowiedzieć, czy pierwsze święto Dziękczynienia na pewno było nawiedzone przez kosmitów, jak sugeruje History Channel. Parodia filmu Thor. |                                 |                                         |                      |                  |      |
| 223 | The Poor Kid                    | Najbiedniejszy w szkole                 | 16 listopada 2011    | 14 marca 2012    | 1514 |
| Rodzice Kenny’ego trafiają do więzienia, więc ten z Kevinem i Karen trafia pod opiekę rodziny zastępczej. W międzyczasie Eric odnajduje drugiego najbiedniejszego dzieciaka w South Parku, którym jest on sam. Wzorem Kenny’ego chce trafić do rodziny zastępczej, ale na Hawajach. |                                 |                                         |                      |                  |      |

### Seria 16. (2012)
| 224 | Reverse Cowgirl                    | Odwrócona kowbojka              | 14 marca 2012        | 19 kwietnia 2013 | 1601 |
| Clyde notorycznie zapomina opuszczać deskę w toalecie, przez co ginie jego matka. W South Parku i w całych Stanach Zjednoczonych zostaje wprowadzone bardzo restrykcyjne prawo dotyczące korzystania z sanitariatów; dostęp do toalety regulowany jest przez służby podobne do tych kontrolujących pasażerów na lotniskach. |                                    |                                 |                      |                  |      |
| 225 | Cash for Gold                      | Forsa za złoto                  | 21 marca 2012        | 20 kwietnia 2013 | 1602 |
| Dziadek Stana kupuje mu biżuterię za 6000$. Wkrótce okazuje się, że jest ona warta 15$. |                                    |                                 |                      |                  |      |
| 226 | Faith Hilling                      | Faithhilling                    | 28 marca 2012        | 26 kwietnia 2013 | 1603 |
| Chłopcy prześcigają się w wymyślaniu memów. |                                    |                                 |                      |                  |      |
| 227 | Jewpacabra                         | Żydopacabra                     | 4 kwietnia 2012      | 27 kwietnia 2013 | 1604 |
| Cartman poluje na nieistniejącego żydowskiego potwora, tytułową żydopacabrę. Dzięki temu dostrzega różnice pomiędzy chrześcijaństwem a judaizmem, po czym zostaje żydem. |                                    |                                 |                      |                  |      |
| 228 | Butterballs                        | Jaja Buttersa                   | 11 kwietnia 2012     | 3 maja 2013      | 1605 |
| Stan stara się nakręcić spot społeczny dotyczący niebezpieczeństw wynikających ze znęcania się nad innymi. W międzyczasie Butters jest nękany przez swoją sadystyczną babcię. |                                    |                                 |                      |                  |      |
| 229 | I Should Have Never Gone Ziplining | Niepotrzebnie poszedłem na liny | 18 kwietnia 2012     | 4 maja 2013      | 1606 |
| Odcinek stylizowany na fabularyzowany dokument, jakie często emituje się na kanałach typu Discovery. Chłopcy wyjeżdżają w góry, żeby skorzystać ze zorganizowanego aktywnego wypoczynku, jakim są zjazdy na linie. Od początku wyjazdu zmagają się ze wszechogarniającą nudą, przedstawiają jako ekstremalne zagrożenie. |                                    |                                 |                      |                  |      |
| 230 | Cartman Finds Love                 | Wielka miłość Cartmana          | 25 kwietnia 2012     | 10 maja 2013     | 1607 |
| Cartman przy pomocy urojonego kupidyna łączy ludzi w pary. Kojarzy ich jednak według rasy. |                                    |                                 |                      |                  |      |
| 231 | Sarcastaball                       | Sarkazmobol                     | 26 września 2012     | 11 maja 2013     | 1608 |
| Ze względu na brutalność futbolu amerykańskiego władze szkoły w South Parku zamierzają ograniczyć niektóre elementy treningu swoich uczniów. Randy protestuje, posługując się sarkazmem, ale jego wypowiedź zostaje odczytana dosłownie, przez co przypadkowo zostaje twórcą i trenerem gry będącej przeciwieństwem futbolu: tytułowego sarkazmobolu. Stany Zjednoczone podbija gra, w której przeciwnicy zamiast walczyć przytulają się i pomagają sobie nawzajem. Jednocześnie kraj ogarnia epidemia sarkazmu.                             |                                    |                                 |                      |                  |      |
| 232 | Raising the Bar                    | Podnoszenie poprzeczki          | 3 października 2012  | 18 maja 2013     | 1609 |
| Cartman walczy o prawa i przywileje ludzi chorobliwie otyłych, którzy ograniczają swoją aktywność fizyczną do tego stopnia, że poruszają się tylko i wyłącznie na mobilnych skuterach. W walce o popularność musi zmierzyć się z Honey Boo Boo, amerykańską małą miss sterowaną przez kontrowersyjną matkę. James Cameron uznaje, że społeczeństwo się stoczyło, organizuje więc podwodną ekspedycję mającą na celu odnalezienie i podniesienie poprzeczki.                                                                                  |                                    |                                 |                      |                  |      |
| 233 | Insecurity                         | Niepewność                      | 10 października 2012 | 19 maja 2013     | 1610 |
| Kyle podejrzewa matkę o romans z kurierem firmy UPS i dzieli się tymi wątpliwościami z przyjaciółmi. Wkrótce rodzi się plotka, w efekcie której grupa mężczyzn z South Parku uznaje kuriera za uwodziciela żon. Dostawca zaczyna być prześladowany przez tajemniczych osobników przebranych za Bane’a. Jednocześnie w miasteczku zaczyna się moda na alarmy antywłamaniowe, które zakładane są na domy, jak również na poszczególnych mieszkańców.                                                                                           |                                    |                                 |                      |                  |      |
| 234 | Going Native                       | Tubylcem być                    | 17 października 2012 | 24 maja 2013     | 1611 |
| Butters dojrzewa, rodzice wyjawiają mu tajemnicę: jest rodowitym Hawajczykiem i dla ukojenia nerwów musi odbyć podróż inicjacyjną do kraju swoich przodków, na wyspę Kauaʻi. Butters, wspomagany przez Kenny’ego, wyrusza na Hawaje. Na miejscu styka się ze społecznością rodowitych mieszkańców wyspy, którymi okazują się być zasiedzieli turyści, których od reszty odróżnia lojalnościowa karta Mahalo. Wkrótce wybucha konflikt pomiędzy „rodowitymi Hawajczykami” a turystami, których wspiera rząd Stanów Zjednoczonych.             |                                    |                                 |                      |                  |      |
| 235 | A Nightmare on Face Time           | Koszmar na FaceTime             | 24 października 2012 | 25 maja 2013     | 1612 |
| Randy inwestuje wszystkie oszczędności w wypożyczalnię filmów. Wraz z rodziną otwiera interes, szybko jednak okazuje się, że współcześnie ludzie nie wypożyczają już filmów, a korzystają z VOD. Opustoszała wypożyczalnia straszy na obrzeżach South Parku, a Randy odchodzi od zmysłów. Tymczasem zbliża się Halloween, chłopcy przebierają się za członków Avengers. Stan, uziemiony przez ojca w wypożyczalni, nie może fizycznie wziąć udziału w zabawie, uczestniczy we wszystkim jako obraz na ekranie iPada. Parodia filmu Lśnienie. |                                    |                                 |                      |                  |      |
| 236 | A Scause for Applause              | Postanowienie godne pochwały    | 31 października 2012 | 31 maja 2013     | 1613 |
| Odcinek opisujący fenomen bransoletek, noszonych aby podkreślić przywiązanie do jakiejś idei. Po ogłoszeniu, że Jezus używał narkotyków, Amerykanie pozbywają się bransoletek poświęconych Jezusowi (parodia afery dopingowej Lance’a Armstronga). Jedynym człowiekiem, który tego nie robi, jest Stan. Jego postawa wzbudza podziw, szybko powstaje bransoletka poświęcona jego idei. Kultywują ją między innymi rolnicy na Białorusi. |                                    |                                 |                      |                  |      |
| 237 | Obama Wins!                        | Zwyciężył Obama!                | 7 listopada 2012     | 1 czerwca 2013   | 1614 |
| Wybory prezydenckie w USA dobiegają końca. Zwycięzcą po raz drugi zostaje Barack Obama. Okazuje się jednak, że wpływ na wynik wyborów miał Eric Cartman, ukrywając karty z oddanymi głosami. |                                    |                                 |                      |                  |      |

### Seria 17. (2013)
| 238 | Let Go, Let Gov                 | Odpuść se                | 25 września 2013     | 7 lutego 2016  | 1701 |
| Odcinek inspirowany aferą wokół Edwarda Snowdena. Cartman, obawiając się inwigilacji ze strony rządu, przenika do NSA. W międzyczasie Butters znajduje kogoś, kto wysłuchuje jego modłów i zakłada własną sektę.                                                                                    |                                 |                          |                      |                |      |
| 239 | Informative Murder Porn         | Informacyjne mordo-porno | 2 października 2013  | 7 lutego 2016  | 1702 |
| Chłopcy, chcąc uniemożliwić rodzicom oglądanie niewłaściwych programów telewizyjnych, zakładają kontrolę rodzicielską używając hasła, które odgadnąć mogą tylko osoby grające w Minecraft. |                                 |                          |                      |                |      |
| 240 | World War Zimmerman             | World War Zimmerman      | 9 października 2013  | 14 lutego 2016 | 1703 |
| Po obejrzeniu World War Z Cartman obawia się, że społeczeństwu zagraża epidemia czarnoskórych zombie. Odniesienia do sprawy postrzelenia Afroamerykanina przez George'a Zimmermana. |                                 |                          |                      |                |      |
| 241 | Goth Kids 3: Dawn of the Posers | Świt pozerów             | 23 października 2013 | 14 lutego 2016 | 1704 |
| Henrietta, jedna z gotek, zostaje wysłana na obóz dla trudnej młodzieży, na którym zmienia się w emo, co zadowala jej rodzinę. Reszta gotów popada jednak w panikę i szuka pomocy u „wampirów”. |                                 |                          |                      |                |      |
| 242 | Taming Strange                  | Poskramianie kuciap      | 30 października 2013 | 21 lutego 2016 | 1705 |
| Ike zaczyna przedwcześnie dojrzewać. Kanadyjski minister zdrowia mierzy się z problemami małżeńskimi, a pan Mackey z nowym systemem komputerowym wprowadzonym w szkole. |                                 |                          |                      |                |      |
| 243 | Ginger Cow                      | Ryża krowa               | 6 listopada 2013     | 21 lutego 2016 | 1706 |
| Przez żart Cartmana przywódcy światowych religii przybywają do South Parku, żeby doświadczyć spełnienia biblijnej przepowiedni i zawrzeć pokój. |                                 |                          |                      |                |      |
| 244 | Black Friday                    | Czarny piątek            | 13 listopada 2013    | 28 lutego 2016 | 1707 |
| Przed czarnym piątek Randy tymczasowo zatrudnia się w centrum handlowym. W związku z wyprzedażami chłopcy chcą nabyć nowe konsole, jednak nie mogąc dojść do porozumienia, dzielą się na dwa obozy – zwolenników Xboksa One i PlayStation 4.                                                        |                                 |                          |                      |                |      |
| 245 | A Song of Ass and Fire          | Pieśń dupska i ognia     | 20 listopada 2013    | 28 lutego 2016 | 1708 |
| Kontynuacja poprzedniego odcinka. Chłopcy szykują się do zaciętej bitwy o konsole, angażując w walkę Billa Gatesa, prezesa Sony oraz, zainspirowani Grą o tron, George’a R.R. Martina. |                                 |                          |                      |                |      |
| 246 | Titties and Dragons             | Cycki i smoki            | 4 grudnia 2013       | 6 marca 2016   | 1709 |
| Zwieńczenie dwóch poprzednich odcinków. Zwolennicy PlayStation dzięki wysiłkom Kenny’ego zwiększają poparcie, przez co Cartman i Kyle postanawiają się do nich przyłączyć, mają jednak własne plany zainspirowane Grą o tron.                                                                       |                                 |                          |                      |                |      |
| 247 | The Hobbit                      | Hobbit                   | 11 grudnia 2013      | 6 marca 2016   | 1710 |
| Kiedy Butters obraża koleżankę z klasy, Wendy nazywa Kim Kardashian „hobbitem”, co prowadzi do publicznej dyskusji na temat retuszowania zdjęć i wzbudzania tym kompleksów wśród dziewcząt. Kanye West rozpoczyna krucjatę mającą na celu przekonanie świata, że jego narzeczona nie jest hobbitem. |                                 |                          |                      |                |      |

### Seria 18. (2014)
| 248 | Go Fund Yourself    | Idź się sfinansuj           | 24 września 2014     | 28 września 2014     | 1801 |
| Chłopcy porzucają szkołę, żeby założyć startup, rezerwując nazwę Washington Redskins. |                     |                             |                      |                      |      |
| 249 | Gluten Free Ebola   | Bezglutenowa ebola          | 1 października 2014  | 5 października 2014  | 1802 |
| Pan Mackey opowiada wszystkim, że przestał jeść gluten. Widząc, co dzieje się z jedzącymi go ludźmi, mieszkańcy South Parku sami postanawiają wyeliminować gluten z diety. |                     |                             |                      |                      |      |
| 250 | The Cissy           | Mamicycek                   | 8 października 2014  | 12 października 2014 | 1803 |
| Chcąc korzystać z damskiej ubikacji i uniknąć tłoku w męskiej, Cartman ogłasza, że jest transgenderystą. W międzyczasie Randy zmaga się ze swoją drugą tożsamością jako Lorde. |                     |                             |                      |                      |      |
| 251 | Handicar            | Inwaliwóz                   | 15 października 2014 | 19 października 2014 | 1804 |
| Timmy, chcąc zebrać pieniądze na letni obóz, uruchamia firmę przewozową. Dzięki aplikacji Inwaliwóz staje się ona najpopularniejszym środkiem transportu w miasteczku, co nie podoba się taksówkarzom i producentom samochodów elektrycznych. |                     |                             |                      |                      |      |
| 252 | The Magic Bush      | Magiczny busz               | 29 października 2014 | 1 listopada 2014     | 1805 |
| Cartman i Butters przelatują dronem nad South Parkiem. Publikacja zgromadzonego przez nich materiału wideo, na którym widać owłosione łono matki Craiga, wstrząsa miasteczkiem. |                     |                             |                      |                      |      |
| 253 | Freemium Isn’t Free | Freemium nie znaczy darmowe | 5 listopada 2014     | 9 listopada 2014     | 1806 |
| Stan uzależnia się od gry free-to-play z Terrance’em i Phillipem, po raz pierwszy spotykając się z zawartością freemium. Komicy, niezadowoleni z bezprawnego wykorzystania ich wizerunku w kiepskiej aplikacji, konfrontują się z kanadyjskim księciem i ministrem ds. gier mobilnych. |                     |                             |                      |                      |      |
| 254 | Grounded Vindaloop  | Szlaban na windiopętli      | 12 listopada 2014    | 16 listopada 2014    | 1807 |
| Po tym, jak Cartman wmanewrowuje Buttersa w skorzystanie z jego urządzenia VR, ten zaczyna wierzyć, że żyje w wirtualnej rzeczywistości. |                     |                             |                      |                      |      |
| 255 | Cook Magick         | Magia kogucia               | 19 listopada 2014    | 23 listopada 2014    | 1808 |
| Kenny odnosi sukcesy w grze karcianej Magic: The Gathering, podczas gdy Randy na nowo odkrywa w sobie talent koguciego magika. |                     |                             |                      |                      |      |
| 256 | #REHASH             | Odgrzewane starocie         | 3 grudnia 2014       | 7 grudnia 2014       | 1809 |
| Kyle chce zagrać z Ikiem w Call of Duty: Advanced Warfare, ten woli jednak oglądać na YouTubie jak grę przechodzi PewDiePie. Wkrótce okazuje się, że wszystkie przedszkolaki spędzają wolny czas w ten sposób. W międzyczasie na wolność wydostaje się hologram Michaela Jacksona, w pościg za którym wysłany zostaje hologram 2Paca. Cartman zakłada kanał na YouTube Cartman Bra, na którym komentuje wszystko. |                     |                             |                      |                      |      |
| 257 | #HappyHolograms     | Szczęśliwe hologramy        | 10 grudnia 2014      | 14 grudnia 2014      | 1810 |
| Luźna kontynuacja poprzedniego odcinka. Kyle chciałby, żeby rodziny ponownie gromadziły się w salonie i oglądały telewizję razem, a nie żeby każdy siedział przed swoim ekranem. Po miasteczku szaleją hologramy zmarłych celebrytów. Trendowanie, PewDiePie i Cartman Bra. |                     |                             |                      |                      |      |

### Seria 19. (2015)
| 258 | Stunning and Brave         | Oszałamiająca i odważna                | 16 września 2015     | 17 września 2015     | 1901 |
| Dyrektor Victoria zostaje zwolniona ze szkoły podstawowej w South Parku, a jej miejsce zajmuje młody dyrektor przesadnie dbający o poprawność polityczną. Kiedy Kyle dostaje karę za stwierdzenie, że Caitlyn Jenner nie jest jego bohaterką, Cartman postanawia powstrzymać polityczną poprawność dyrektora. |                            |                                        |                      |                      |      |
| 259 | Where My Country Gone?     | Gdzież mój kraj?                       | 23 września 2015     | 14 września 2015     | 1902 |
| Panu Garrisonowi nie podoba się liczba kanadyjskich imigrantów w szkole i ich zwyczaje. Z związku z tym dyrektor szkoły zapisuje go na kurs języka kanadyjskiego. Kanada buduje mur na granicy z USA, a pan Garrison chce przedostać się do Kanady.                                                           |                            |                                        |                      |                      |      |
| 260 | The City Part of Town      | Lepsza część miasta                    | 30 września 2015     | 1 października 2015  | 1903 |
| W mediach źle mówią o South Parku i mieszkańcy chcą, żeby to się zmieniło. Budują nowe budynki i nową dzielnicę kulturalno-rozrywkową Sodosopa, przy domu Kenny'ego. Kenny zatrudnia się w City Wok. Mieszkańcy chcą, żeby w South Parku otworzył się market Whole Foods.                                     |                            |                                        |                      |                      |      |
| 261 | You’re Not Yelping         | To nie jest yelpowanie                 | 14 października 2015 | 15 października 2015 | 1904 |
| Cartman uważa się za najlepszego internetowego recenzenta restauracji w South Parku. |                            |                                        |                      |                      |      |
| 262 | Safe Space                 | Bezpieczna przestrzeń                  | 21 października 2015 | 22 października 2015 | 1905 |
| Cartman staje się obiektem kpin w związku ze swoją tuszą. |                            |                                        |                      |                      |      |
| 263 | Tweek x Craig              | Tweek i Craig                          | 28 października 2015 | 29 października 2015 | 1906 |
| Szkoła podstawowa w South Parku huczy od plotek o romansie Tweeka i Craiga. |                            |                                        |                      |                      |      |
| 264 | Naughty Ninjas             | Niegrzeczni ninja                      | 11 listopada 2015    | 12 listopada 2015    | 1907 |
| Funkcjonariusz Barbrady zostaje wyrzucony z pracy w policji, a pozostali policjanci nie chcą pracować i odmawiają przyjazdów do wezwań. Chłopcy przebierają się za ninja i straszą ludzi w opuszczonej dzielnicy Sodosopa.                                                                                    |                            |                                        |                      |                      |      |
| 265 | Sponsored Content          | Treść sponsorowana                     | 18 listopada 2015    | 19 listopada 2015    | 1908 |
| Jimmy prowadzący szkolną gazetkę staje się solą w oku dla nowego dyrektora, mającego inne poglądy. |                            |                                        |                      |                      |      |
| 266 | Truth and Advertising      | Prawda i reklamy                       | 2 grudnia 2015       | 3 grudnia 2015       | 1909 |
| Kiedy mieszkańcy prowadzą śledztwo w sprawie zmian zachodzących z South Parku, dyrektor znika z dwoma czwartoklasistami. |                            |                                        |                      |                      |      |
| 267 | PC Principal Final Justice | Dyrektor PP: Ostateczna sprawiedliwość | 9 grudnia 2015       | 10 grudnia 2015      | 1910 |
| Kyle zawiera niebezpieczny sojusz, przedkładając go nad przyjaźń ze Stanem. |                            |                                        |                      |                      |      |

### Seria 20. (2016)
Podobnie jak poprzednie dwa sezony, ten sezon zawiera ciągłość między odcinkami, ale w przeciwieństwie do poprzednich dwóch, ciągłość jest bardziej liniowa, tak jakby cały sezon był jednym wątkiem fabularnym.
| 268 | Member Berries                         | Nostalgronka                   | 14 września 2016     | 15 września 2016     | 2001 |
| Po skandalu w NFL związanym z futbolistą Colinem Kaepernickiem, coraz więcej Amerykanów nie szanuje hymnu USA, wobec czego senatorzy Kongresu proszą J.J. Abramsa o zrebootowanie go. Pan Garrison, startujący w wyborach prezydenckich z ramienia republikanów, martwi się, że nie będzie mógł zrealizować swojej obietnicy wyborczej polegającej na „wyjebaniu wszystkich imigrantów”. W międzyczasie starsi mieszkańcy South Parku uzależniają się od nostalgronek, a dziewczynki ze szkoły podstawowej są prześladowane przez internetowego trolla. |                                        |                                |                      |                      |      |
| 269 | Skank Hunt                             | Łowca Zdzir                    | 21 września 2016     | 22 września 2016     | 2002 |
| Gerald kontynuuje trollowanie na forach jako łowcazdzir42, zwracając na siebie uwagę mediów i doprowadzając Heidi Turner do popełnienia „społecznościowego samobójstwa” – skasowania konta na Twitterze i wyrzucenia telefonu. Zdruzgotane tym dziewczynki, uważając, że chłopcy swoją biernością są współwinni działalności trolla, postanawiają wziąć sprawy w swoje ręce. Przerażeni tą perspektywą chłopcy decydują się wyeliminować Cartmana, uważając, że to on ukrywa się za łowcązdzir42.                                                       |                                        |                                |                      |                      |      |
| 270 | The Damned                             | Potępiony                      | 28 września 2016     | 29 września 2016     | 2003 |
| Gerald jest przerażony, kiedy w wyniku jego trollowania samobójstwo popełnia duńska medalistka olimpijska, a następnie zaczyna być nękany wiadomościami od osoby, która zna jego prawdziwą tożsamość. Pan Garrison za wszelką cenę stara się przekonać swoich wyborców, żeby głosowali na Hillary Clinton, ale zyskuje tylko kolejnych zwolenników. Cartman dołącza do grona ludzi wykluczonych, którzy popełnili społecznościowe samobójstwo. Heidi i Cartman spędzają razem czas.                                                                     |                                        |                                |                      |                      |      |
| 271 | Wieners Out                            | Wywalić parówy                 | 12 października 2016 | 13 października 2016 | 2004 |
| Butters, zdenerwowany na Charlotte, która go rzuciła, postanawia pokazać dziewczynkom, że nie zgadza się na ich „tyranię” i rozpoczyna akcję mająca na celu publiczne pokazywanie penisów. Duński rząd planuje uruchomić stronę pozwalającą na identyfikację trolli internetowych, co wzbudza strach w Geraldzie. Kontaktuje się z nim osobnik z grupy osób, dla których trollowanie jest całym życiem, nie chcących dopuścić do startu strony. Cartman związuje się z Heidi.                                                                           |                                        |                                |                      |                      |      |
| 272 | Douche and a Danish                    | Palant i Duńczyk               | 19 października 2016 | 20 października 2016 | 2005 |
| Cartman i Heidi starają się załagodzić konflikt pomiędzy chłopcami i dziewczynkami, organizując zbiórkę pieniędzy na sfinansowanie strony śledzącej trolli. Gerald i pozostałe trolle internetowe organizują akcję mającą na celu zachowanie anonimowości w Internecie. Pan Garrison obraża kobiety, chcąc stracić poparcie, przez co staje się celem ataków swoich wyborców i sztabu wyborczego. Randy zaczyna poznawać tajemnicę nostalgronek. |                                        |                                |                      |                      |      |
| 273 | Fort Collins                           | Fort Collins                   | 26 października 2016 | 27 października 2016 | 2006 |
| Randy i Garrison próbują znaleźć sposób na zlikwidowanie nostalgronek, te jednak ożywają i postanawiają działać. Cartman i Heidi próbują przekonać Kyle’a, żeby się do nich przyłączył. Duńczycy, dzięki opracowanemu przez Heidi „algorytmowi emoji”, ustalają, że siedlisko trolli mieści się w Kolorado, co prowadzi do chaosu w Fort Collins, gdzie upubliczniona została historia przeglądania Internetu wszystkich mieszkańców. |                                        |                                |                      |                      |      |
| 274 | Oh, Jeez                               | O, Jezu                        | 9 listopada 2016     | 10 listopada 2016    | 2007 |
| Wielu mieszkańców South Parku jest zszokowanych tym, że pan Garrison wygrał wybory prezydenckie. Hillary Clinton wysyła Geralda z tajną misją do Danii. Cartman jest przerażony, że Heidi odkryje historię jego działalności w Internecie. |                                        |                                |                      |                      |      |
| 275 | Members Only                           | Tylko dla członków             | 16 listopada 2016    | 17 listopada 2016    | 2008 |
| Pan Garrison próbuje zemścić się na mieszkańcach South Parku za to, że w niego wątpili. Dania przygotowuje się do uruchomienia swojego programu trolli na skalę światową. Nostalgronka przejmują Biały Dom, planując przywrócić „prawdziwych szturmowców”. |                                        |                                |                      |                      |      |
| 276 | Not Funny                              | To nie jest śmieszne           | 30 listopada 2016    | 1 grudnia 2016       | 2009 |
| Udostępnienie światowej historii trollowania sprawia, że coraz więcej ludzi szturmuje SpaceX, chcąc dostać się na Marsa. Gerald zostaje pojmany przez Duńczyków. Mieszkańcy próbują przekonać Pana Niewolnika, żeby namówił Garrisona na zbombardowanie Danii w ramach zemsty. |                                        |                                |                      |                      |      |
| 277 | The End of Serialization as We Know It | Koniec znanej nam serializacji | 7 grudnia 2016       | 8 grudnia 2016       | 2010 |
| Cartman, uważając, że Heidi zamierza go rzucić, próbuje przekonać pracowników SpaceX do odwołania lotu na Marsa. Mieszkańcy South Parku odkrywają, że jedynym sposobem na powstrzymanie Duńczyków jest trollowanie w Internecie w takim stopniu, że ten się przegrzeje i zresetuje. |                                        |                                |                      |                      |      |

### Seria 21. (2017)
| 278 | White People Renovating Houses | Biali ludzie remontujący domy    | 13 września 2017     | 14 października 2017 | 2101 |
| Randy i Sharon prowadzą reality show Biali ludzie remontujący domy, przeszkadzają im jednak mieszkańcy biedniejszej części miasteczka, protestujący przeciwko Siri i Amazon Alexie, które odbierają im pracę. Cartman zakochuje się w Alexie i stara się zerwać z Heidi. |                                |                                  |                      |                      |      |
| 279 | Put it Down                    | Odłóż ją                         | 20 września 2017     | 21 października 2017 | 2102 |
| Craig stara się uspokoić Tweeka, który martwi się, że tweety prezydenta, w których obraża Koreę Północną, sprowokują Kim Dzong Una do zbombardowania Stanów Zjednoczonych. Cartman w dalszym ciągu stara się zerwać z Heidi, próbując zwrócić uwagę wszystkich na swoje myśli samobójcze kosztem akcji przestrzegającej przed korzystaniem z urządzeń mobilnych podczas prowadzenia samochodu. |                                |                                  |                      |                      |      |
| 280 | Holiday Special                | Specjalny odcinek świąteczny     | 27 września 2017     | 28 października 2017 | 2103 |
| Za namową Randy’ego, szkoła podstawowa w South Parku postanawia, że Columbus Day nie będzie dniem wolnym od pracy, ponieważ Krzysztof Kolumb był ludobójcą. Dzieci postanawiają przywrócić dzień wolny, odkrywając, że w przeszłości Randy był zafascynowany Kolumbem. |                                |                                  |                      |                      |      |
| 281 | Franchise Prequel              | Prequel franczyzy                | 11 października 2017 | 4 listopada 2017     | 2104 |
| Wprowadzenie do fabuły gry South Park: The Fractured but Whole. Cartman i pozostali chłopcy, jako Szop i Przyjaciele, chcą stworzyć własną franczyzę superbohaterską, próbując sprzedać prawa do inicjującego ją serialu Netfliksowi. Ich plany sabotuje Butters, publikując na ich temat nieprawdziwe informacje na Facebooku. Rodzice, przerażeni wiadomościami o grupie superbohaterów, którzy defekują dziewczynkom do ust, postanawiając sprowadzić do miasta Marka Zuckerberga, żeby rozwiązał problem. |                                |                                  |                      |                      |      |
| 282 | Hummels & Heroin               | Hummele i heroina                | 18 października 2017 | 11 listopada 2017    | 2105 |
| Mieszkańcy South Parku mają problem z opiatami, a głównym podejrzanym staje się Stan. |                                |                                  |                      |                      |      |
| 283 | Sons a Witches                 | Wiedźmiesyny                     | 25 października 2017 | 18 listopada 2017    | 2106 |
| Kiedy wiedźma zaczyna sprawiać problemy podczas southparkowego Halloween, Cartman postanawia wykorzystać to na swoją korzyść. |                                |                                  |                      |                      |      |
| 284 | Doubling Down                  | Podwojona stawka                 | 8 listopada 2017     | 25 listopada 2017    | 2107 |
| Kyle, mając dość tego, jak Cartman traktuje Heidi, postanawia interweniować. W międzyczasie, doradcy prezydenta Garrisona są zaniepokojeni jego ostatnimi działaniami. |                                |                                  |                      |                      |      |
| 285 | Moss Piglets                   | Cudaki niesporczaki              | 15 listopada 2017    | 2 grudnia 2017       | 2108 |
| Projekt naukowy Timmy’ego i Jimmy’ego przykuwa uwagę wpływowych osób, które uważają, że może on ocalić świat. Heidi staje się wredna i otyła jak Cartman, nie zyskuje jednak tym jego aprobaty. |                                |                                  |                      |                      |      |
| 286 | Super Hard PCness              | Superharda poprawność polityczna | 29 listopada 2017    | 9 grudnia 2017       | 2109 |
| Przedstawiciel Netfliksa proponuje Terrance’owi i Philipowi stworzenie nowego serialu o nich. Cartman i Heidi przeżywają kolejne problemy w związku. W związku z szerzącym się w szkole znęcaniem, Dyrektor PP przedstawia nową wicedyrektorkę szkoły, Silną Kobietę. Kyle zaczyna uważać, że powodem przemocy jest Kanada. Odcinek nawiązuje do filmu kinowego. |                                |                                  |                      |                      |      |
| 287 | Splatty Tomato                 | Rozplaskany pomidor              | 6 grudnia 2017       | 23 grudnia 2017      | 2110 |
| Po spuszczeniu bomby atomowej na Toronto, prezydent Garrison martwi się o swoje sondaże, nachodząc dzieci mieszkające w South Parku. Rodzina Białych, jako jedyna popierająca prezydenta, stara mu się pomóc. Parodia Stranger Things i Tego. |                                |                                  |                      |                      |      |

### Seria 22. (2018)
| 288 | Dead Kids              | Martwe dzieci               | 26 września 2018     | 22 grudnia 2018  | 2201 |
| Kiedy w szkole podstawowej w South Parku dochodzi do kolejnych strzelanin, wszyscy poza Sharon podchodzą do tego ze spokojem. Cartman ściąga na klasówce z matematyki od Tolkiena, ale oblewa i jest przekonany, że ten go oszukał, bo nie spodobał mu się Czarna Pantera.                             |                        |                             |                      |                  |      |
| 289 | A Boy and a Priest     | Chłopiec i jego ksiądz      | 3 października 2018  | 23 grudnia 2018  | 2202 |
| Ojciec Maxi próbuje wygłosić kazanie, jednak mieszkańcy bezustannie przerywają je żartami na temat pedofilii w Kościele. Kiedy Butters próbuje go pocieszyć, ich relacja zostaje opacznie zrozumiana przez mieszkańców, a kuria organizuje ekipę do sprzątania dowodów.                                |                        |                             |                      |                  |      |
| 290 | The Problem with a Poo | Problem z kupą              | 10 października 2018 | 24 grudnia 2018  | 2203 |
| Po opublikowaniu obraźliwych tweetów pan Hankey zostaje zwolniony z funkcji kierownika corocznego konkursu świątecznego i prosi Kyle’a o pomoc w odzyskaniu reputacji. Silna Kobieta rodzi pięcioraczki ze związku z Dyrektorem PP.                                                                    |                        |                             |                      |                  |      |
| 291 | Tegridy Farms          | Czciwa Farma                | 17 października 2018 | 29 grudnia 2018  | 2204 |
| Kiedy w South Parku modne stają się e-papierosy, Cartman i Butters sprzedają je w szkole, czemu zdecydowanie sprzeciwia się Kyle. Randy, podirytowany ostatnimi problemami, postanawia przenieść rodzinę na farmę marihuany, ale sprzedawca waporyzatorów podąża za nim i próbuje ukraść jego produkt. |                        |                             |                      |                  |      |
| 292 | The Scoots             | Hulajnogi                   | 30 października 2018 | 30 grudnia 2018  | 2205 |
| W miasteczku pojawiają się hulajnogi elektryczne, które chłopcy chcą wykorzystać, żeby zebrać jak najwięcej cukierków na Halloween. Mieszkańcy wpadają w panikę, kiedy zdają sobie sprawę, ile cukierków będą musieli kupić, żeby obdarować wszystkie dzieci.                                          |                        |                             |                      |                  |      |
| 293 | Time To Get Cereal     | Czas zająć się tym serią    | 7 listopada 2018     | 31 grudnia 2018  | 2206 |
| Tajemnicze stworzenie zabija mieszkańców South Parku. Chłopcy odkrywają, kto jest odpowiedzialny za morderstwa i zwracają się o pomoc do policji. Policjanci, zdenerwowani tym, że nie mogą w spokoju skończyć Red Dead Redemption II, uznają, że to chłopcy są mordercami i aresztują ich.            |                        |                             |                      |                  |      |
| 294 | Nobody Got Cereal?     | Nikt nie bierze tego serią? | 14 listopada 2018    | 5 stycznia 2019  | 2207 |
| Kontynuacja poprzedniego odcinka. Kiedy miasto pogrążone jest w panice z powodu ostatnich wydarzeń, chłopcy uciekają z policyjnego aresztu, a Stan konfrontuje się z osobą odpowiedzialną za sprowadzenie potwora do South Parku.                                                                      |                        |                             |                      |                  |      |
| 295 | Buddha Box             | Pudełko Buddy               | 28 listopada 2018    | 6 stycznia 2019  | 2208 |
| Nieustanne lęki Cartmana sprawiają, że zaczyna nosić na głowie kartonowe pudełko i izolować się, co daje początek nowemu trendowi. Dyrektor PP i Silna Kobieta wychowują pięcioraczki. |                        |                             |                      |                  |      |
| 296 | Unfulfilled            | Bez spełnienia              | 5 grudnia 2018       | 7 stycznia 2019  | 2209 |
| W South Parku zostaje otwarty magazyn Amazonu, ale po wypadku pracownicy rozpoczynają strajk. Chłopcy decydują się wziąć udział w paradzie rowerowej, ale denerwuje ich opóźnienie w wysyłce. |                        |                             |                      |                  |      |
| 297 | Bike Parade            | Parada rowerowa             | 12 grudnia 2018      | 13 stycznia 2019 | 2210 |
| Kontynuacja poprzedniego odcinka. Podczas gdy strajk w Amazonie trwa, Randy znajduje sposób, żeby sprzedawać więcej marihuany. Ojciec Kenny’ego zmusza go do wzięcia udziału w strajku, komplikując plany parady rowerowej chłopców.                                                                   |                        |                             |                      |                  |      |

### Seria 23. (2019)
| 298 | Mexican Joker                   | Meksykański Joker                  | 25 września 2019     | 7 grudnia 2019  | 2301 |
| Randy, zły z powodu słabnącej sprzedaży Farmy Czciwość, postanawia działać. Kyle zostaje przez Cartmana wysłany do aresztu urzędu imigracyjnego, gdzie ostrzega agentów, że złe traktowanie dzieci może mieć poważne konsekwencje.                                                                          |                                 |                                    |                      |                 |      |
| 299 | Band in China                   | Chińskie zagranie                  | 2 października 2019  | 8 grudnia 2019  | 2302 |
| Randy chce sprzedać swoją marihuanę na chińskim rynku, ale zostaje aresztowany, kiedy na lotnisku w jego bagażu celnicy znajdują próbki towaru. Stan, Kenny, Jimmy i Butters zakładają zespół deathmetalowy, który przyciąga uwagę filmowca, chcącego dostosować swoją biografię do chińskiej publiczności. |                                 |                                    |                      |                 |      |
| 300 | Shots!!!                        | Szczepienia                        | 9 października 2019  | 14 grudnia 2019 | 2303 |
| Sharon jest zdenerwowana na Randy’ego, który świętuje kamień milowy Czciwej Farmy w sposób podobający się tylko jemu. Lęk Cartmana przed igłami sprawia, że zaczyna głosić hasła antyszczepionkowców, w tym m.in. o szczepionkach mających wywoływać autyzm.                                                |                                 |                                    |                      |                 |      |
| 301 | Let Them Eat Goo                | Niech jedzą breję                  | 16 października 2019 | 15 grudnia 2019 | 2304 |
| Ze względu na spadek sprzedaży marihuany Randy postanawia wykorzystać żywność pochodzenia roślinnego, żeby sprzedawać jej więcej. Cartman dostaje zawału serca, kiedy w szkolnej stołówce wprowadzona zostaje dieta roślinna.                                                                               |                                 |                                    |                      |                 |      |
| 302 | Tegridy Farms Halloween Special | Halloweenowy specjał Czciwej Farmy | 30 października 2019 | 21 grudnia 2019 | 2305 |
| Shelly ma problemy z Randym i jego uprawą marihuany. Butters ma problem z mumią manipulującą w ich relacji. |                                 |                                    |                      |                 |      |
| 303 | Season Finale                   | Finał sezonu                       | 6 listopada 2019     | 22 grudnia 2019 | 2306 |
| Randy zostaje oskarżony o bombardowanie prywatnych pól marihuany i prosi prezydenta Garrisona, żeby pomógł mu się bronić. Rodzina Białych po śmierci syna adoptuje dwoje dzieci zatrzymanych przez urząd imigracyjny.                                                                                       |                                 |                                    |                      |                 |      |
| 304 | Board Girls                     | Baba-plansza                       | 13 listopada 2019    | 28 grudnia 2019 | 2307 |
| Silna Kobieta ma problem z transpłciową atletką, mającą własne cele. Chłopcy sprzeciwiają się, żeby dziewczynki dołączyły do męskiego klubu graczy, okazują się one jednak lepszymi graczami. |                                 |                                    |                      |                 |      |
| 305 | Turd Burglars                   | Złodzieje kloców                   | 27 listopada 2019    | 29 grudnia 2019 | 2308 |
| Kyle zaczyna się martwić faktem, że na jego ciele żyją miliony drobnoustrojów. Cartman, Kenny i Stan kradną odchody Sheili, żeby zdobyć grę Star Wars Jedi: Upadły zakon. |                                 |                                    |                      |                 |      |
| 306 | Basic Cable                     | Pakiet podstawowy kablówki         | 4 grudnia 2019       | 4 stycznia 2020 | 2309 |
| Scott Malkinson chce zaimponować nowej uczennicy, Sophie Gray, potrzebuje jednak do tego Disney+. Jego ojciec, pracownik kablówki, odmawia subskrybowania platform VOD i próbuje doprowadzić do zakazania mediów strumieniowych w South Parku.                                                              |                                 |                                    |                      |                 |      |
| 307 | Christmas Snow                  | Bożonarodzeniowy śnieg             | 11 grudnia 2019      | 5 stycznia 2020 | 2310 |
| Święty Mikołaj odwiedza South Park i odbiera mieszkańcom całą radość z Bożego Narodzenia, ostrzegając przed jazdą pod wpływem alkoholu. Randy pomaga mieszkańcom miasta wczuć się w świąteczny nastrój, sprzedając im kokainę.                                                                              |                                 |                                    |                      |                 |      |

### Seria 24. (2020–2021)
| 308 | The Pandemic Special            | Pandemia                                   | 30 września 2020  | 30 października 2020 | 2401 |
| Randy próbuje ukryć rolę, jaką odegrał w rozpowszechnieniu się pandemii. Dzieci z South Parku mierzą się z konsekwencjami lockdownu i ograniczeniami, z jakimi się wiąże. Dla niektórych, jak Cartman, dystans społeczny okazuje się wymarzoną sytuacją. |                                 |                                            |                   |                      |      |
| 309 | South ParQ Vaccination Special  | Miasteczko South ParQ: Misja szczepienia   | 10 marca 2021     | 3 maja 2021          | 2402 |
| Mieszkańcy South Parku starają się zaszczepić na Covid-19. Kyle i Stan rewidują swoją znajomość z Cartmanem. Pan Garrison wraca do miasteczka, gdzie spotyka się z wrogością – jego jedynymi sojusznikami są antyszczepionkowcy i członkowie Qanon.      |                                 |                                            |                   |                      |      |
| 310 | Post Covid                      | Pokoronowirusolandia                       | 25 listopada 2021 | 7 października 2024  | 2403 |
| Po czterdziestu latach pandemia dobiega końca. Chłopcy są już dorośli, ale dalej nie mogą pogodzić się z tym, że nigdy nie będzie już jak przed pandemią. Wszyscy wracają do South Parku, kiedy dowiadują się o tajemniczej śmierci Kenny’ego.           |                                 |                                            |                   |                      |      |
| 311 | Post Covid: The Return of Covid | Pokoronowirusolandia: Powrót konronawirusa | 16 grudnia 2021   | 7 października 2024  | 2404 |
| Kontynuacja poprzedniego odcinka. Mieszkańcy South Parku, odizolowani ze względu na nowy wariant koronawirusa, próbują wykorzystać stworzony przez Kenny’ego wehikuł czasu, żeby cofnąć się do początków pandemii i naprawić swoje życie.                |                                 |                                            |                   |                      |      |

### Seria 25. (2022)
| 312 | Pajama Day                               | Dzień piżamowy                           | 2 lutego 2022  | 7 lutego 2022       | 2501 |
| Dyrektor PP nie pozwala całej czwartej klasie zorganizować dnia piżamowego, ponieważ nie okazali szacunku panu Garrisonowi. Kiedy zakazem tym zaczyna żyć całe miasteczko, solidaryzując się z uczniami, Dyrektor PP nie chce zmienić swojej decyzji, żeby nie wyjść na słabego. |                                          |                                          |                |                     |      |
| 313 | The Big Fix                              | Wielka poprawka                          | 9 lutego 2022  | 14 lutego 2022      | 2502 |
| Randy zaprasza Blacków na farmę, dowiedziawszy się, że w celu zwiększenia zysków powinien mieć czarnoskórego pracownika. Stan ze zdumieniem odkrywa, że Token przez cały czas nazywał się Tolkien. |                                          |                                          |                |                     |      |
| 314 | City People                              | Mieszczuchy                              | 9 lutego 2022  | 21 lutego 2022      | 2503 |
| Kiedy Liane dostaje pracę jako agentka nieruchomości, Cartman zakłada własną firmę zajmującą się nieruchomościami, żeby zrobić jej na złość i wygryźć ją z interesu. |                                          |                                          |                |                     |      |
| 315 | Back to the Cold War                     | Powrót do zimnej wojny                   | 2 marca 2022   | 7 marca 2022        | 2504 |
| Inwazja Rosji na Ukrainę budzi w panu Mackeym wspomnienia z zimnej wojny i jego młodości. Butters bierze udział w zajęciach z dresażu, jednak faworytem nadchodzącego konkursu jest chłopiec rosyjskiego pochodzenia. Mackey i Stephen Stotch obawiają się, że jego wygrana będzie stanowić zagrożenie dla bezpieczeństwa narodowego.                                                                                                |                                          |                                          |                |                     |      |
| 316 | Help, My Teenager Hates Me!              | Ratunku, mój nastolatek mnie nienawidzi! | 9 marca 2022   | 14 marca 2022       | 2505 |
| Chłopcy zaczynają grać w airsoft, przez co zostają zmuszeni do spędzania czasu z nastolatkami. Ci po pewnym czasie zaczynają sprawiać im problemy. |                                          |                                          |                |                     |      |
| 317 | Credigree Weed St. Patrick’s Day Special | Specjał świętego Patryka farmy Szacunica | 16 marca 2022  | 21 marca 2022       | 2506 |
| Randy ma kłopoty ze Steve’em Blackiem, którego marihuana sprzedaje się lepiej niż jego. Butters jest podekscytowany obchodami Dnia Świętego Patryka, w związku z którymi trafia jednak do więzienia jako sprawca napaści seksualnej. |                                          |                                          |                |                     |      |
| 318 | The Streaming Wars                       | Wojny strumieniowe                       | 1 czerwca 2022 | 7 października 2024 | 2507 |
| Denver zmaga się z ogromną suszą wywołaną przez człekoknurodźwiedzia, co prowadzi do reglamentacji wody. Jedną z najbardziej niezadowolonych z tego osób jest Randy, którego wszyscy zaczynają nazywać Karyną. Cartman, mieszkający w restauracji z hot dogami po tym, jak Liane straciła pracę, próbuje przekonać ją do powiększenia sobie piersi, żeby zainteresować bogatego właściciela pola golfowego powstającego naprzeciwko. |                                          |                                          |                |                     |      |
| 319 | The Streaming Wars Part 2                | Wojny strumieniowe: Część 2              | 12 lipca 2022  | 7 października 2024 | 2508 |
| Kontynuacja poprzedniego odcinka. Mieszkańcy w dalszym ciągu zmagają się ze skutkami pogarszającej się suszy. Jako propozycję rozwiązania problemu podaje się zastąpienie wody uryną. Cartman nie może wybaczyć Liane, że nie ugięła się pod jego presją i sam musiał powiększyć sobie piersi. Randy próbuje odkryć starego siebie.                                                                                                  |                                          |                                          |                |                     |      |

### Seria 26. (2023)
| 320 | Cupid Ye                   | Kupisynek                    | 8 lutego 2023  | 15 lutego 2023  | 2601 |
| Stan czuje się porzucony, kiedy Kyle i Token nawiązują więź nagrywając razem tiktoki. Cartman chce zepsuć ich relację przy pomocy kupidyna Ye, ten jednak wykorzystuje ich popularność, żeby szerzyć w szkole swoją propagandę.                                     |                            |                              |                |                 |      |
| 321 | The Worldwide Privacy Tour | Światowe tournée prywatności | 15 lutego 2023 | 22 lutego 2023  | 2602 |
| Kyle zaczyna interesować się zarządzeniem marką, podczas gdy w South Parku przyczyną problemów staje się wizyta księcia Kanady z małżonką. |                            |                              |                |                 |      |
| 322 | Japanese Toilet            | Japońskie kible              | 1 marca 2023   | 7 marca 2023    | 2603 |
| Randy kupuje nowoczesną toaletę z Japonii, która wkrótce zaczyna sprawiać problemy. |                            |                              |                |                 |      |
| 323 | Deep Learning              | Ostra nauka                  | 8 marca 2023   | 14 marca 2023   | 2604 |
| Za radą Clyde’a Stan zaczyna wykorzystywać sztuczną inteligencję, żeby ta za niego odpowiadała na wiadomości Wendy, co sprowadza problemy nie tylko na niego, ale i na całą szkołę.                                                                                 |                            |                              |                |                 |      |
| 324 | DikinBaus Hot Dogs         | Hot Dogi FajaWjajach         | 22 marca 2023  | 28 marca 2023   | 2605 |
| Cartman zamienia swój hotdogowy dom w restaurację. Fundusze wydane przez niego na zorganizowanie całego biznesu pochodzą z pierwszej wypłaty Buttersa, który właśnie zaczął pracę w lodziarni.                                                                      |                            |                              |                |                 |      |
| 325 | Spring Break               | Przerwa wiosenna             | 29 marca 2023  | 4 kwietnia 2023 | 2606 |
| Pan Garrison wraca do swoich politycznych nawyków podczas wakacji z Rickiem w Karolinie Południowej. W międzyczasie Randy próbuje pokazać Stanowi i Tolkienowi jak urządzić imprezę, kiedy ci postanawiają wykorzystać przerwę wiosenną na grę w Warhammera 40,000. |                            |                              |                |                 |      |

### Seria 27. (2025)
| 329 | Sermon on the 'Mount | Kazanie odgórne | 23 lipca 2025   | 28 lipca 2025   | 2701 |
| W szkole pojawia się Jezus, z czego ojciec Stana nie jest zadowolony. Mieszkańcy South Park protestują przeciwko prezydentowi USA. Cartman jest załamany, że lewactwo umarło, ponieważ nie pozwala mu to już czuć się wyjątkowym za jego obraźliwe zachowanie. Szatan i prezydent spędzają czas razem w łóżku. |                      |                 |                 |                 |      |
| 330 | Got a Nut            | Dej orzeszka    | 6 sierpnia 2025 | 8 sierpnia 2025 | 2702 |
| Clyde Donovan prowadzi podcast. Pan Mackey zostaje zwolniony ze szkoły i zatrudnia się w Urzędzie Celno-Imigracyjnym (ICE). |                      |                 |                 |                 |      |

## Krótkie metraże i odcinki specjalne
| 1 | The Spirit of Christmas: Jesus vs. Frosty         | 25 grudnia 1992     |
| Krótkometrażowy film stworzony przez Treya Parkera i Matta Stone’a na studiach, w którym pojawiaj się protoplaści bohaterów serialu.                                                            |                                                   |                     |
| 2 | The Spirit of Christmas: Jesus vs. Santa          | 2 grudnia 1995      |
| Drugi krótkometrażowy film, zrealizowany jako kartka świąteczna. |                                                   |                     |
| 3 | Magic: The Gathering                              | 5 lutego 1997       |
| Reklama kart Magic: The Gathering emitowana na Comedy Central. |                                                   |                     |
| 4 | Cable ACE Awards 1997                             | 14 listopada 1997   |
| Krótki metraż zrealizowany z okazji rozdania Cable ACE Awards 1997. |                                                   |                     |
| 5 | A South Park Thanksgiving                         | 20 listopada 1997   |
| Krótki odcinek o tematyce święta Dziękczynienia, zrealizowany dla The Tonight Show with Jay Leno.                                                                                               |                                                   |                     |
| 6 | O Holy Night                                      | grudzień 1997       |
| Cartman próbuje śpiewać „O Holy Night”. Za każdym razem, kiedy myli słowa, jest rażony przez Kyle’a ościeniem.                                                                                  |                                                   |                     |
| 7 | Chef Aid: Behind the Menu                         | 29 kwietnia 1998    |
| Materiał promujący album Chef Aid: The South Park Album, z gościnnym udziałem Flea, Eltona Johna, Meat Loafa i Ozzy’ego Osbourne’a.                                                             |                                                   |                     |
| 8 | Chocolate Salty Balls                             | 1998                |
| Teledysk do utworu „Chocolate Salty Balls” z Chef Aid: The South Park Album. |                                                   |                     |
| 9 | Kenny’s Dead                                      | 1998                |
| Teledysk do utworu „Kenny’s Dead” z Chef Aid: The South Park Album. |                                                   |                     |
| 10 | The Dead Friend Sketch                            | 5 października 1999 |
| Remake skeczu Martwa papuga Monty Pythona, w którym Cartman chce zwrócić do sklepu martwego Kenny’ego, stworzony na potrzeby Python Night: 30 Years of Monty Python.                            |                                                   |                     |
| 11 | The Gauntlet                                      | 8 czerwca 2000      |
| Skecz parodiujący filmy Gladiator i Bitwa o Ziemię oraz scjentologię, zrealizowany na potrzeby MTV Movie Awards 2000.                                                                           |                                                   |                     |
| 12 | Eric Cartman NHL videos for the Los Angeles Kings | 2002                |
| Seria klipów promocyjnych zrealizowanych dla Los Angeles Kings, emitowanych podczas meczów drużyny w sezonie 2001–2002, w których Cartman wyszydza maskotki przeciwnych drużyn i komentuje grę. |                                                   |                     |
| 13 | The Aristocrats                                   | 2005                |
| Cartman opowiada kolegom słynny skecz Arystokraci. Pojawia się w dokumencie The Aristocrats z 2005 roku.                                                                                        |                                                   |                     |
| 14 | Lil’ Rush                                         | 2007                |
| Chłopcy zakładają zespół muzyczny Lil’ Rush. Filmik wyświetlany przed utworem „Tom Sawyer” na koncertach zespołu Rush podczas trasy koncertowej Snakes & Arrows.                                |                                                   |                     |
| 15 | Cartman introduces Colorado football lineup       | 2007                |
| Cartman objaśnia zasady defensywy i ofensywy drużyny Colorado Buffaloes z University of Colorado Boulder.                                                                                       |                                                   |                     |
| 16 | Imaginationland: The Movie                        | 11 marca 2008       |
| Trzyczęściowy odcinek Kraina wyobraźni z 11. serii wydany jako film pełnometrażowy przeznaczony bezpośrednio na DVD, zawierający niepokazywane wcześniej sceny.                                 |                                                   |                     |
| 17 | The Proust Questionnaire                          | 5 kwietnia 2008     |
| Trey Parker jako Cartman odpowiada na pytania z Proust Questionnaire w rozmowie z Julie Rovner z National Public Radio.                                                                         |                                                   |                     |
| 18 | Cartman’s Life Lessons                            | 7 października 2008 |
| Cartman udziela „życiowych lekcji” przed każdym odcinkiem z wydanej na DVD kompilacji The Cult of Cartman.                                                                                      |                                                   |                     |
| 19 | Cartman and The Hobbit                            | 7 grudnia 2012      |
| Wprowadzenie do Video Game Awards 2012, w którym Cartman pojawia się jako wielki czarodziej z gry South Park: Kijek Prawdy.                                                                     |                                                   |                     |